# Volkswagen Coccinelle
Vous lisez un « bon article » labellisé en 2009.
Pour les articles homonymes, voir Coccinelle (homonymie) et Volkswagen Coccinelle III.
La Volkswagen Coccinelle — officiellement Volkswagen type 1 — est l'automobile la plus vendue de tous les temps, construite par le constructeur allemand Volkswagen, créé pour l’occasion et dont le nom signifie « Voiture du peuple ». Apparue en 1938, elle a été conçue par l'ingénieur autrichien Ferdinand Porsche à la demande du chancelier Adolf Hitler, alors à la tête du Troisième Reich. D’abord outil de propagande pour le régime nazi, elle devient, après la Seconde Guerre mondiale, célèbre de par le monde pour sa production en des quantités exceptionnelles ainsi que sa longévité. Elle dépasse, le 17 février 1972, le record mondial de diffusion auparavant détenu par la Ford T. Elle est au total produite à plus de 21 529 464 exemplaires à travers le monde.
Elle est initialement dénommée « KdF Wagen », pour « Kraft durch Freude » (La force par la joie), du nom d'une branche du Front allemand du travail. Elle est connue en interne sous le nom de code « Type 1 », ou encore « 1100 », « 1200 », « 1300 », « 1500 » et « 1600 », en rapport avec la cylindrée des différentes motorisations. La Volkswagen fut remarquée à sa sortie, en 1938, mais, à cause de la Seconde Guerre mondiale, elle ne fut vendue pour la première fois qu’en 1946.
En raison de ses formes très rondes, elle est souvent surnommée le « cafard » dans différentes langues : « Käfer » en Allemagne, « Beetle » au Royaume-Uni, « Kever » aux Pays-Bas, ou « Escarabajo » en Espagne. Mais on l'appelle « Maggiolino » (hanneton) en Italie, et « Coccinelle » en France et au Québec.

## Historique

### Outil de propagande
En février 1933, soit à peine un mois après son accession au pouvoir, Adolf Hitler annonce vouloir transformer l'industrie de l'automobile afin d'en faire l'un des fers de lance de sa politique sociale en faveur des familles de travailleurs allemands. L'automobile devient l'un des secteurs industriels privilégiés par le gouvernement pour rétablir la prospérité économique de la nation allemande. Le parc automobile qui est d'environ 561 000 automobiles en 1932, dépasse le nombre de 961 000 quatre ans plus tard.
Le Führer contrôle étroitement les entreprises automobiles et leur ordonne, par exemple, de réduire le nombre de modèles. Puissance et vitesse sont les mots clés du discours déclamé par les partisans du système national-socialiste. Cette volonté s'exprime bien avant la création de Volkswagen. En effet, l'État allemand pousse très tôt les compagnies automobiles Mercedes et Auto-Union dans les courses automobiles, les Grands Prix et autres compétitions, les subventionnant de façon importante pour développer des techniques poussées.
Par ailleurs, Hitler s'affaire à développer le système autoroutier allemand, avec le déploiement de larges Autobahnen à travers tout le pays sur le modèles des Autostrade italiennes. L'objectif est de faciliter les communications entre les différentes villes, mais également de permettre à l'aviation de décoller ou atterrir sur les autoroutes. Ce développement est de plus, l'affirmation de la volonté du pouvoir de faciliter l'accession de la population allemande à la mobilité individuelle.

### Prototype de Ferdinand Porsche

Illustration du refroidissement à air.

Parallèlement au gouvernement allemand qui prend de plus en plus de place dans le domaine de l'automobile, Ferdinand Porsche, ingénieur âgé de 56 ans en 1931 sans emploi après sa démission de directeur technique de la société Daimler, décide de monter son propre bureau d'études avec à l'esprit l'idée de créer sa propre marque ainsi que de produire une automobile bon marché pour les masses populaires. Il engage une petite équipe qui sous sa direction, va travailler sur la première commande du bureau, issue du constructeur Zündapp, qui souhaite lancer une voiture populaire. L'équipe définit dès lors un cahier des charges pour le moins original : moteur à l'arrière, châssis-poutre, roues indépendantes et barres de torsion. Sourd aux injonctions de Zündapp qui réclame un moteur en étoile 5 cylindres, Porsche dessine un 4 cylindres à plat refroidi par air. Trois prototypes (Type 12) sont alors construits mais demeurent peu convaincants. Zündapp, en proie à des difficultés financières importantes, décide d'abandonner le projet.

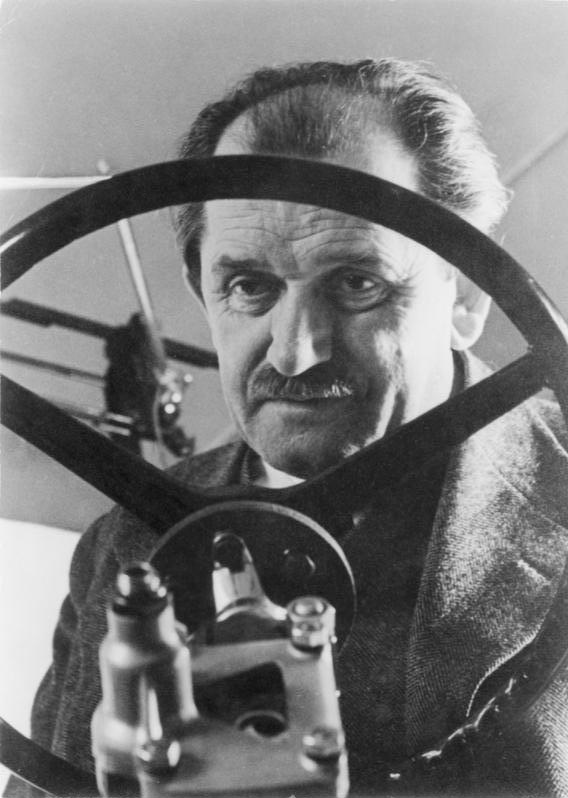
Photo de Ferdinand Porsche en 1940.

Ferdinand Porsche se tourne alors vers NSU et convainc les dirigeants de la pertinence de ses recherches. Une ligne de crédit lui est accordée, ce qui lui permet d'agrandir son bureau d'étude et de se lancer dans des évolutions d'importance. Il impose son idée du 4 cylindres à plat et conçoit un 1 500 cm3 développant 30 ch et permettant d'atteindre la vitesse de 115 km/h. Les lignes de la nouvelle voiture s'arrondissent et s'abaissent. Bien que les phares demeurent très classiques, l'ensemble commence à ressembler à ce que sera la future Coccinelle. Trois prototypes (Type 32) sont également construits. Pourtant, une fois de plus, Porsche doit stopper le développement de son projet, d'abord parce que Fiat, partenaire de NSU, exige l'arrêt immédiat d'un projet qui pourrait concurrencer ses propres productions, ensuite parce que NSU voit ses ventes de motos s'envoler et que la firme doit rapidement transformer ses chaînes pour faire face à la demande.

### Projet: «la voiture du peuple»
Sous le régime d’Hitler, une course pour rattraper le niveau de production des États-Unis et de la Grande-Bretagne s'engage, notamment en vue de la guerre qui s'annonce. Au même moment, il dissimule ses intentions en promettant au peuple allemand des améliorations de son niveau de vie. Dans son discours inaugural au Salon de l'Automobile de Berlin (de) (Berlin Motor Show) de 1934, Hitler martèle son intention de produire « une voiture du peuple », une voiture à la portée de tous basée sur la production de masse et la consommation de masse. Le dictateur rêve de donner aux Allemands la version germanique de la Ford T. Hitler persuade alors les décisionnaires de la RDA, nom du syndicat allemand de la construction automobile, de signer un contrat avec Porsche pour la réalisation de cette nouvelle voiture, financée par l'État. En collaboration avec l’entreprise automobile Porsche, les plans de la première Volkswagen allemande sont tracés.
Préalablement à cette annonce, en 1934, le pouvoir donne dix mois à l’ingénieur Ferdinand Porsche pour construire un prototype. Contrairement aux idées reçues, ce n'est pas Hitler qui contacte Ferdinand Porsche, mais bien l'inverse. En effet, Porsche contacte le ministère des transports et, le 17 janvier 1934, il explique sa vision d'une voiture populaire. Après quoi, Porsche est contacté par Hitler pour le suivre à Berlin et pour avoir un entretien individuel. En 1933, Jacob Werlin, concessionnaire Mercedes-Benz, organise ainsi la rencontre entre Ferdinand Porsche et le Führer. Cela se fera discrètement à l’hôtel Kaiserhof de Berlin.
Le cahier des charges fixé par le gouvernement allemand est contraignant. Hitler fixe dans son discours, un prix maximum de moins de 1 000 reichsmarks, afin de convenir au plus grand nombre. Elle doit ainsi être puissante mais surtout économique à l'achat mais également à l'usage. Ainsi, la voiture doit être propulsée par un moteur de 1 litre d'une consommation maximum de 5 litres d’essence aux 100 km et d'une vitesse pouvant atteindre 100 km/h. Par ailleurs, la nouvelle voiture doit être capable de loger confortablement quatre personnes voire cinq. Le poids maximum fixé est de 600 kg. De plus, étant donné que les garages pour véhicule sont assez rares à l'époque, la voiture doit être capable de résister à tout type d'intempéries, tout particulièrement le froid.
Le régime nazi, qui a interdit les partis politiques de gauche et les syndicats ouvriers (en confisquant leurs avoirs) a enrégimenté les forces de production au sein du Front du Travail (DAF) une organisation qu'il contrôle entièrement.
Pour donner au régime une vitrine sociale le DAF a créé le mouvement Kraft durch Freude (dirigé par un apparatchik du parti nazi, Robert Ley) sur le modèle d'une organisation similaire de l'Italie fasciste (œuvre du doppolavoro). Le DAF et le KDF, qui ont financé des villages de vacances ou des croisières à prix réduit pour les ouvriers allemands prennent en main la diffusion de la KdF Wagen ou VolksWagen (voiture du Peuple).
Le financement de l'achat du véhicule se fait par souscription, chaque acheteur épargnant sur un livret spécial où il colle des coupons achetés 5 marks, jusqu'à atteindre la somme cible de 1 000 Marks (plus 200 pour deux années d'assurance). 300 000 foyers allemands mettent leurs économies dans le projet, mais ils seront floués car avec l'arrivée dès 1938 d'une économie tournée vers l'armement et l'entrée dans la Seconde Guerre mondiale, l'ensemble des outils de production est réquisitionné par les militaires : la KdF Wagen devient une auto d'officiers tandis que sont lancés parallèlement des modèles tout terrain (Kübelwagen) et même amphibies (Schwimmwagen), reposant sur des structures mécaniques adaptées à l'usage militaire.
L'usine VW est, après guerre, en bonne partie rétrocédée aux syndicats allemands, dans le cadre de la dénazification imposée par les Alliés et au titre des compensations des dommages de guerre, ce qui explique la tradition de cogestion qui a longtemps été de mise chez VW.

### Développement

#### Prototypes

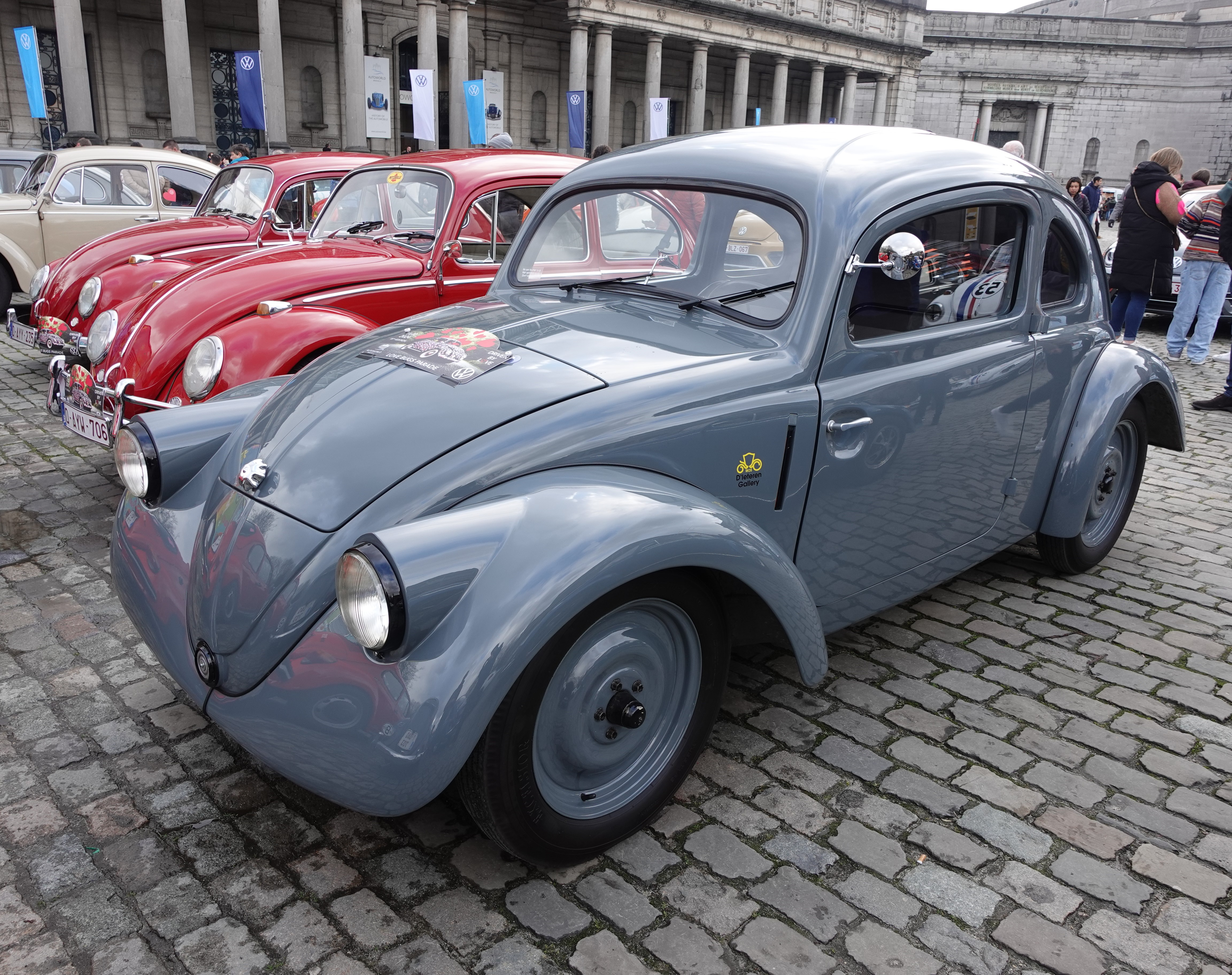
Réplique d'un prototype de 1937 exposée à Bruxelles.

En 1936, Adolf Hitler inaugure l'usine KdF-Stadt (les Alliés la renommeront Wolfsburg en 1945) qui va fabriquer la Volkswagen à Fallersleben, en Basse-Saxe. La société Volkswagen GmbH est inscrite au registre du commerce en 1938. L’usine est presque totalement terminée en 1939 et dispose des meilleures machines américaines disponibles.

Dans la perspective d'une production de masse et pour parvenir au prix très bas exigé par Hitler, Porsche part aux États-Unis pendant l'été 1936. Il va y apprendre les techniques industrielles de fabrication à grande échelle, que seule l'Amérique connaît alors. Il effectue des visites aux usines Packard, Ford et General Motors, ainsi que chez le carrossier Budd, le spécialiste du tout acier (et de la carrosserie autoportante, plus légère que les carrosseries traditionnelles avec châssis séparé). Il en revient convaincu que la hauteur des investissements nécessaires requiert la garantie de l'État allemand, les capitaux privés ne pouvant seuls faire face à l'ampleur du financement.

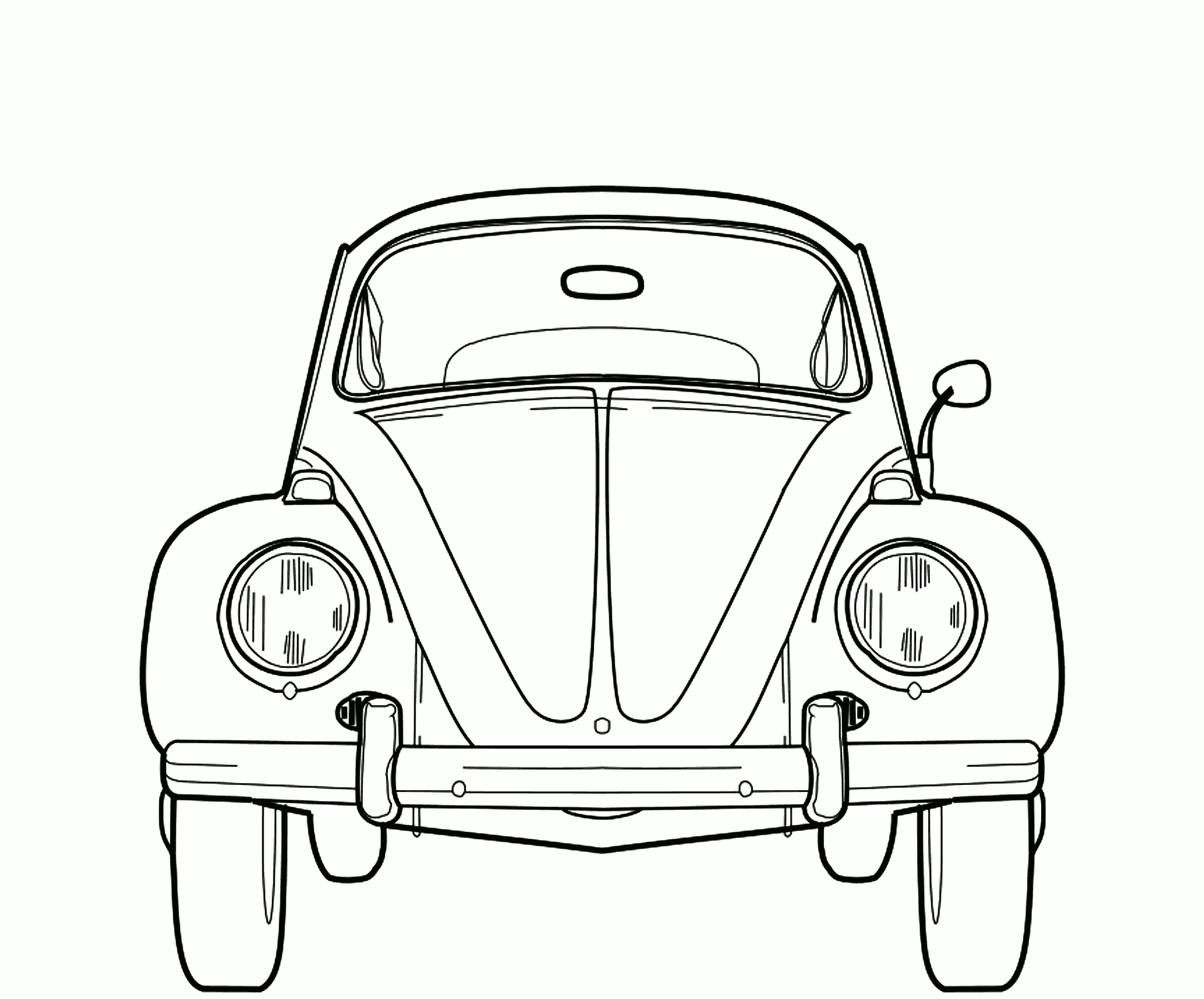
Ligne définitive de la Volkswagen.

Porsche, à la tête de Gezuvor, société chargée du développement du projet, et sa petite équipe réussissent à terminer un premier prototype dès la fin de 1935. Deux autres construits tout aussi artisanalement dans le garage de la villa de la famille Porsche, entament à leur tour une série d'essais l'année suivante. La Volkswagen, après avoir satisfait à de longs tests d'endurance en 1937, reçoit dans le même temps une carrosserie nettement plus civilisée dotée notamment de deux petites ouïes triangulaires en guise de lunette arrière. La ligne générale est créée par le styliste Erwin Komenda. Une trentaine de voitures pilotes (connues sous le nom VW30), dont une partie de la fabrication est confiée au constructeur Mercedes-Benz, sont testées. Placés sous la responsabilité de Ferry Porsche, le fils de Ferdinand, les essais sont réalisés par 200 membres des S.S., qui se relaient jour et nuit au volant des voitures. Au total, elles parcourent 2,4 millions de kilomètres.

#### Mise en scène

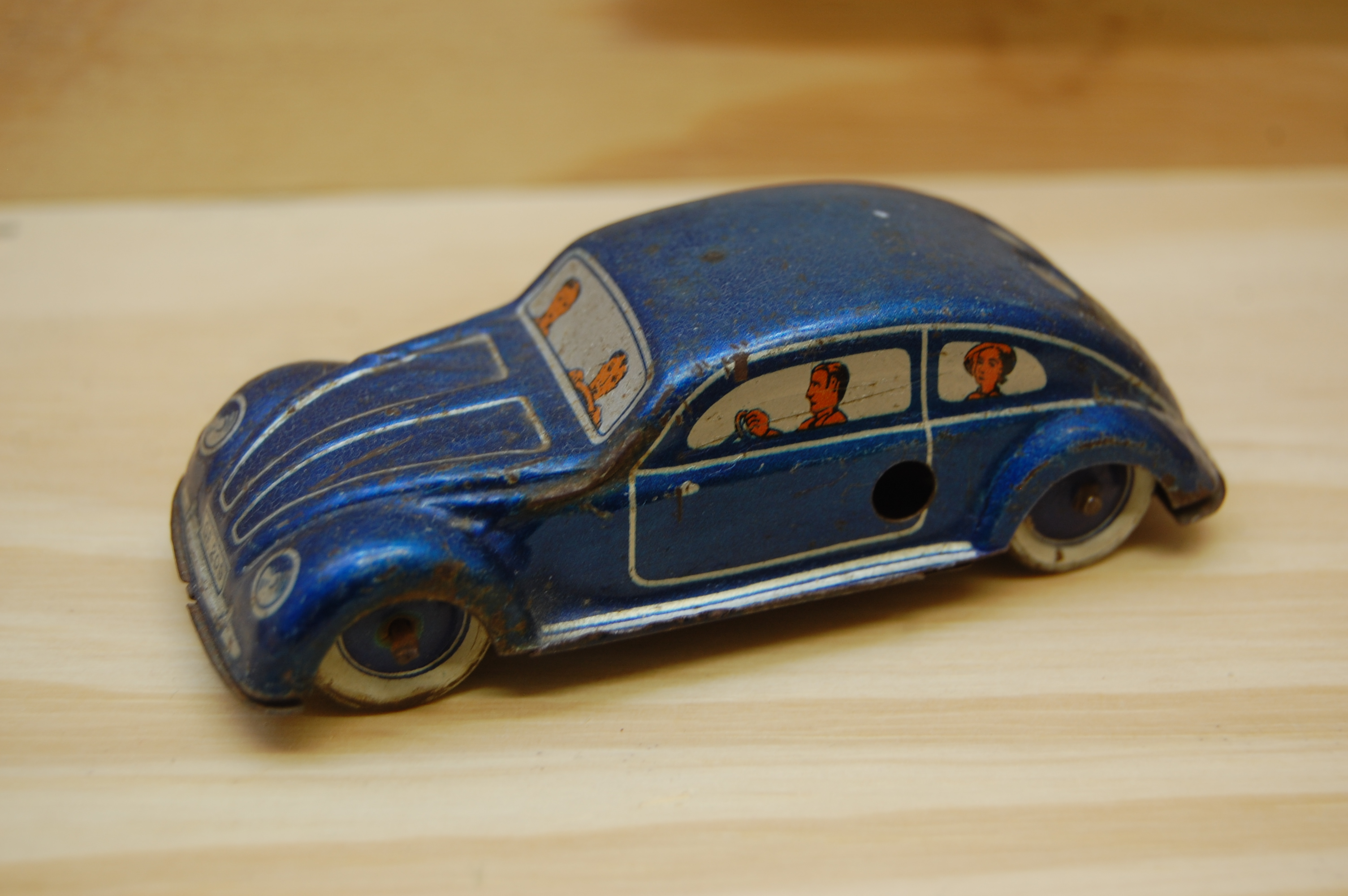
Jouet mécanique créé en 1940 par Georg Fisher, Hambourg, Museum der Arbeit.

Dévoilée publiquement le 26 mai 1938, lors de la pose de la première pierre de l'usine de Wolfsburg, elle est alors baptisée officiellement KdF-Stadt (pour Kraft durch Freude, la force par la joie), du nom d'une branche du front du travail nazi. Le seul objectif de cette organisation affiliée au Front allemand du travail est de détourner l’attention des Allemands en leur proposant des loisirs pour renforcer leur adhésion au régime. La production en série de la Volkswagen relève cependant tout autant de la mise en scène à des fins de propagande que d'une réelle volonté de propager l'automobile dans le pays. Les candidats automobilistes, obligatoirement membres de cette organisation, devront de surcroît épargner et effectuer le paiement d'avance. Il fallait acheter des timbres spéciaux de 5 reichsmarks à apposer sur un carnet d'épargne avant d’obtenir un livret d’épargne. Ce système, nommé VW Sparen, est planifié dès le début puisque officialisé le 1er août 1938. 990 reichsmarks pour la voiture, plus 50 pour la livraison, et encore 200 pour 2 ans d’assurance doivent être versés pour obtenir la Volkswagen. 336 688 allemands enverront ainsi une partie de leurs économies à cet organisme, sans qu'aucune voiture soit jamais livrée.

#### Pendant et après la Seconde Guerre mondiale

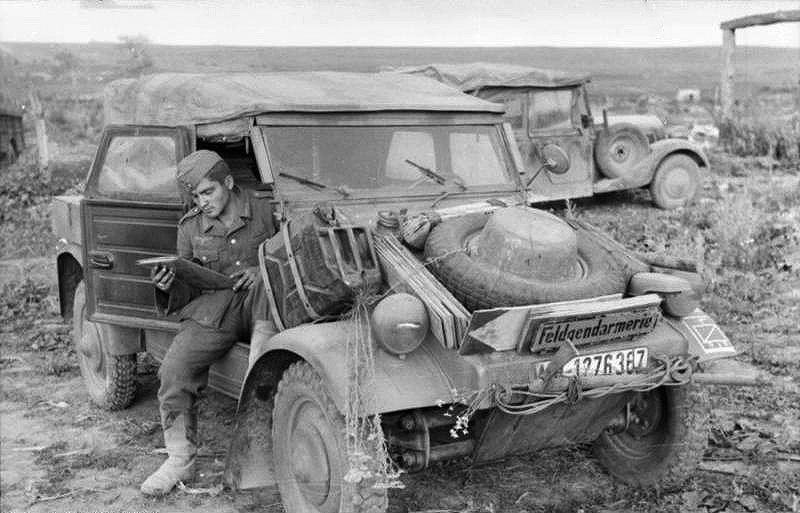
VW type 82 Kübelwagen

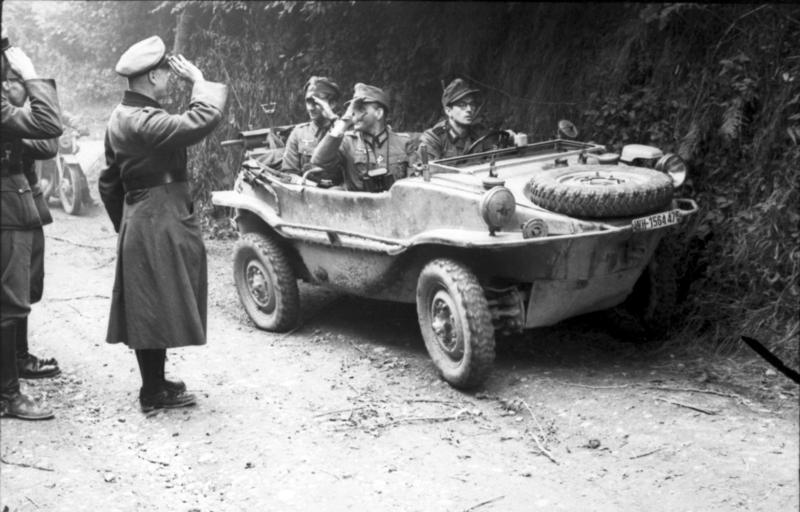
VW type 166 Schwimmkübel

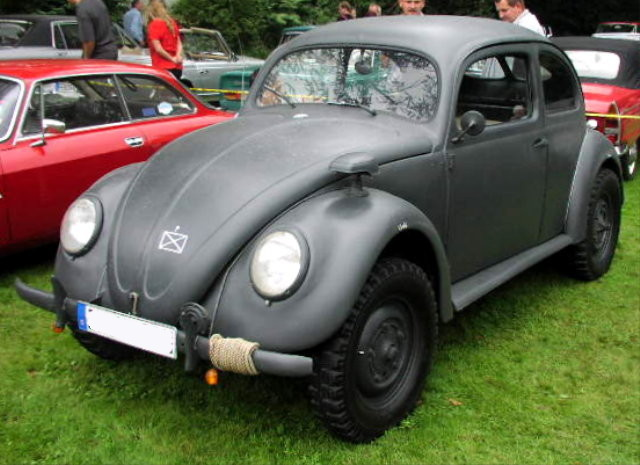
Volkswagen Type 87 "Kommandeurswagen"

La guerre retarde en effet le lancement de la KdF Wagen car l'usine est utilisée par l'armée, et ce n'est qu'en 1948 que la production industrielle commence réellement. Seulement 55 Coccinelles ont été achevées avant 1946, et seulement 1000 environ ont été construites par mois jusqu'en juin 1948.. Les chaînes de montage sont utilisées pour construire des Volkswagen type 82 « Kübelwagen » à deux roues motrices dotées d'un pont autobloquant, équivalent allemand de la Jeep, et des Volkswagen type 166 « Schwimmwagen », véhicules amphibies. L'idée de voiture utilitaire n'est pas totalement abandonnée durant la Seconde Guerre mondiale étant donné que des « Kommandeurwagen » sont produites. Ce sont des véhicules équipés d'une carrosserie KdF Wagen mais avec un châssis de Kübelwagen à transmission intégrale et équipés de pneumatiques tout-terrain. Entre 1941 et 1944, 667 "Kommandeurswagen" sont construites avec un moteur de 25 ch. La plupart sont utilisées par l'Africa Korps avec des filtres spéciaux et des gros pneus Kronprinz adaptés au sable du désert.
En mai 1945, à la fin de la Seconde Guerre mondiale, l'usine de Wolfsburg est en partie détruite. Les troupes américaines occupent la région de Wolfsburg, et en vertu des accords passés entre Alliés, remettent l’usine aux Forces d’occupation britanniques. Dès lors, un détachement du REME (« Royal Electrical and Mechanical Engineers »), s’occupe de remettre en route les chaînes de montage endommagées durant le conflit. Envoyé pour évaluer les dégâts, le major britannique Ivan Hirst découvre deux KdF Wagen assemblées bénévolement par quelques ouvriers de l'usine. Abasourdi par une telle volonté et impressionné par cette drôle de voiture, il donne son accord pour que la production soit remise en route.
Les difficultés sont immenses dans le contexte d'un pays en ruine, mais le jeune Major Hirst (qui a une solide formation industrielle) sait faire preuve de pragmatisme et parvient à fédérer les énergies à l'intérieur de l'usine et à se concilier l'État-major des forces d'occupation qui passe commande de 20 000 véhicules. Hirst doit résoudre de nombreux problèmes comme le ravitaillement en nourriture des ouvriers de l'usine (il utilisera parfois le troc), leur habillement (il réquisitionne des stocks militaires) et la gestion de la dénazification des cadres et du personnel : au titre du passage d'une gestion fasciste et centralisée à une forme de démocratie indirecte et de co-gestion, il institue un Comité d'entreprise, lui donne des pouvoirs étendus à partir de 1946 et celui-ci tisse des liens avec les représentants des diverses catégories de personnel. Inquiet de l'avenir de l'usine, il tente d'intéresser des industriels issus des pays alliés à l'idée d'un rachat en bloc de l'usine, mais sans succès.
Trois gros industriels de l'automobile britannique visitent Wolfsburg, missionnés par le gouvernement travailliste de Clement Attlee. Rootes, patron du groupe qui porte son nom (Humber, Hillman, Sunbeam), est surtout intéressé par la récupération de machines-outils et déclare à Ivan Hirst : « Si vous imaginez pouvoir fabriquer des voitures dans un endroit pareil, jeune homme, vous êtes un fieffé imbécile ». Les missions présidées par Len Lord et William Richard Morris (patron d'Austin Morris) ne sont pas plus favorables ; ils produisent un rapport négatif, considérant que « le véhicule n'atteint pas les critères techniques fondamentaux d'une automobile », et [qu'il] « est particulièrement peu attractif pour un client moyen, [et finalement] construire un tel véhicule à titre commercial serait une entreprise entièrement non-rentable ».
Ford refusera aussi de s'intéresser à l'usine, l'estimant trop proche de la zone d'occupation soviétique (la future RDA), de même que le tandem Citroën-Michelin.
Uniquement destinée aux forces d'occupation, la production atteint rapidement 1 000 exemplaires par mois, par rapport aux 1 800 par jour prévus.

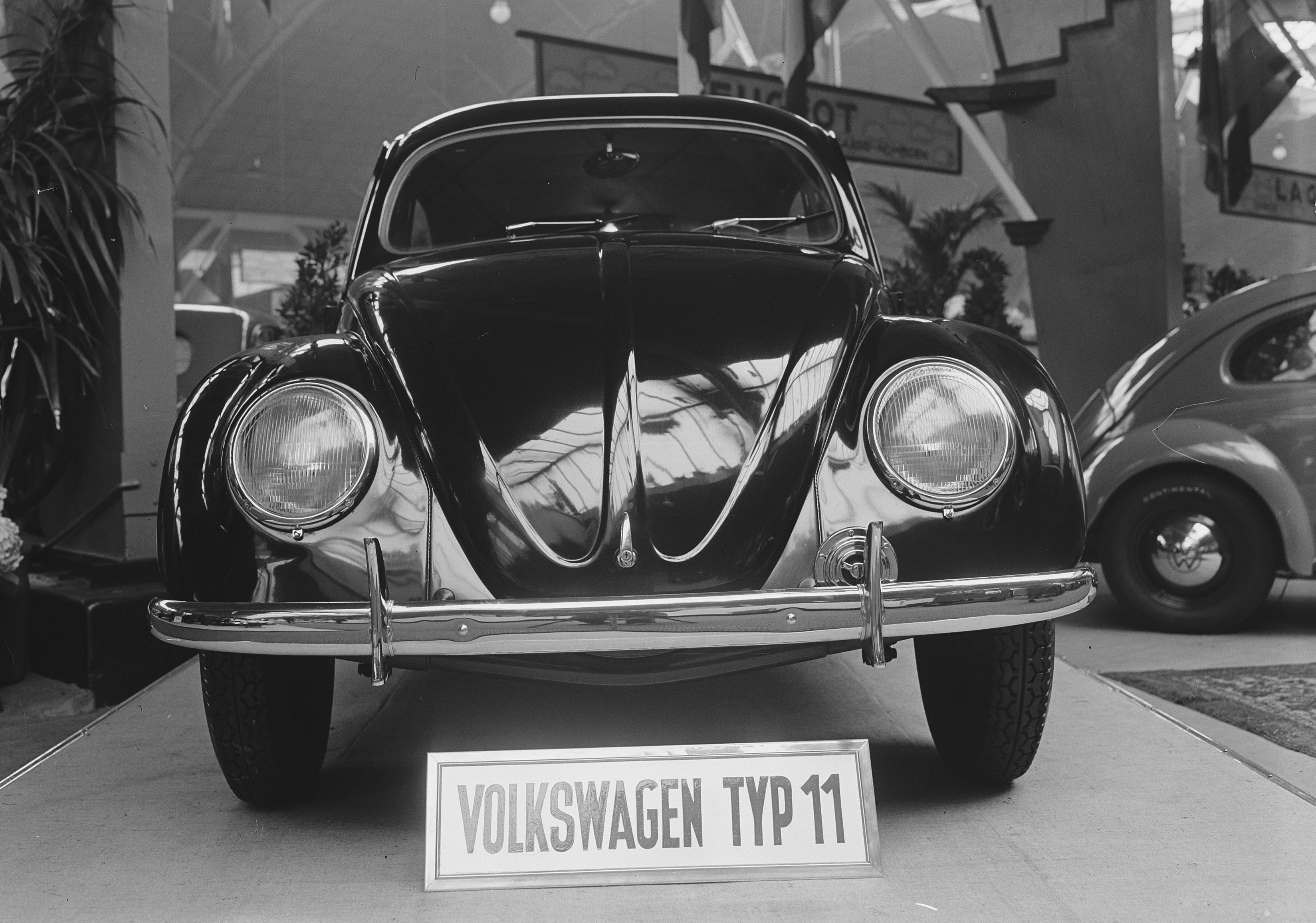
Le modèle d'exportation du début d'après-guerre, doté d'un moteur de 1 131 cm3, était commercialisé sous le nom de Type 11 (Amsterdam Motor Show 1948).

Après avoir initialement construit des Coccinelles pour l'armée britannique, en 1947, la production est passée à des voitures purement civiles, dotées pour la première fois de pare-chocs, d'enjoliveurs et de garnitures de carrosserie et de marchepied chromés.
Hirst quitte VW en 1949 (il ne touchait que sa solde de lieutenant-colonel) le personnel de l'usine veut lui faire cadeau d'une Coccinelle, ce qu'il refuse par éthique, il accepte cependant un rarissime modèle réduit réalisé à la main (qui a dû coûter autant en main d'œuvre qu'une vraie voiture). La ville de Wolfsburg baptisera de son nom un boulevard proche de l'usine.
Lorsque Heinrich Nordhoff, ancien cadre d'Opel, qu'Ivan Hirst a lui-même recruté, prend la tête de Volkswagen, la production de la Coccinelle est déjà relancée.
Néanmoins, son rôle n'est pas mineur dans l'histoire de la Coccinelle. Il est le responsable de sa relative qualité de construction et mettra en œuvre un réseau et un service après-vente, dont l'excellence sera l'un des éléments décisifs du succès de la Coccinelle.
La Coccinelle devra beaucoup commercialement, notamment aux États-Unis, aux publicités de l'agence DDB. Certaines sont devenues cultes.

### Une voiture inspirée par les travaux de Tatra ou Škoda
La Volkswagen KdF est très similaire au prototype Tatra V570, développé par Hans Ledwinka, ingénieur du constructeur automobile tchèque Tatra, et partage par ailleurs de nombreuses similitudes mécaniques avec une ligne de modèles aérodynamiques à moteur arrière développés par la marque dans les années 1930. Tatra lancera ainsi une action en justice, mais elle sera arrêtée lorsque l'Allemagne envahira la Tchécoslovaquie. Dans l'ouvrage Car Wars, l'auteur J. Mantle précise que Ferdinand Porsche aurait avoué s'être quelque peu inspiré de la Tatra V570 lors de la conception de la Coccinelle.
Ledwinka avait travaillé dès 1922 à la création d'une petite voiture économique, la Tatra Type 11, qui fut lancée en 1923. La Tatra 11 possédait un châssis à tunnel central et suspensions indépendantes, propulsée par un bi-cylindre à plat de 1,1 litre refroidi par air. Il semble qu'Adolf Hitler ait possédé une Tatra Type 11, à bord de laquelle il se serait déplacé pendant ses premières campagnes politiques.
Durant les années 1930, alors que Tatra réalisait différents modèles aérodynamiques et que Ferdinand Porsche avançait sur le prototype de la KdF-Wagen, lui et Ledwinka se sont régulièrement rencontrés pour partager les résultats de leurs travaux.
Tatra avait, en 1933, réalisé un prototype de voiture à 4 places qui préfigure l'architecture de la Tatraplan, la V570. Elle possède une carrosserie en acier et est propulsée par un moteur bicylindre de 845 cm3 refroidi par air placé à l'arrière. En 1932, Porsche avait réalisé le prototype T12 pour le constructeur automobile allemand Zündapp, qu'on compare souvent à la Tatra V570, mais qui possède notamment un pare-brise plus incliné mais un avant moins aérodynamique.
En 1934, Tatra dévoile la T 77, une voiture aérodynamique très basse à 4 portes, dotée d'un 8-cylindres en V de 3 litres, capable d'emmener 6 personnes à 140 km/h. Elle est suivie en 1936 par la T 97, une voiture plus petite propulsée par un 4-cylindres à plat à l'arrière, considérée à l'époque comme la petite voiture la plus évoluée de son temps. Les deux Tatra possèdent un capot arrondi que l'on retrouvera sur la Coccinelle. La KdF-Wagen de Porsche est lancée en 1938. Elle repose elle aussi sur un châssis à tunnel central à suspensions indépendantes, et elle est propulsée par un 4 cylindres à plat refroidi par air et logé à l'arrière.
Il est vraisemblable que Ferdinand Porsche a subi une pression intense de la part d'Adolf Hitler, qui souhaitait que ce grand projet aboutisse rapidement, pour des raisons politiques. À la fin des années 1930, il est probable que Porsche ait utilisé différents brevets déposés par Tatra, pour des contraintes de temps et de coût. Hitler aurait également demandé que la T77 ne soit pas exposée au Salon automobile de Berlin, car ses ressemblances avec la KdF-Wagen auraient pu faire de l'ombre à celle-ci. Tatra déposa donc dix recours en justice contre VW et Porsche était apparemment sur le point d'arriver à un arrangement avec Tatra quand il fut stoppé par Hitler, qui lui dit qu'il « se chargerait de ce problème ». La Tchécoslovaquie fut envahie peu de temps après et les occupants prirent le contrôle des usines Tatra. La production de la Tatra T97 fut arrêtée mais celle du modèle T87 continua durant les premières années de la guerre. Cette automobile, dont la rapidité et la tenue de route faisait d'elle un véhicule parfaitement adapté aux nouvelles autobahns allemandes, fut très prisée par les dignitaires militaires et les officiers du régime nazi.
Après la Seconde Guerre mondiale, et à la suite du succès de la Coccinelle, la société Volkswagen indemnisera la société Tatra à la hauteur de 3 000 000 marks,, cette dernière estimant que des technologies et le design de la Volkswagen provenaient de leur entreprise.
En 1932, un an après les premiers prototypes de la Tatra V570, le constructeur automobile tchèque Škoda, rival de Tatra, avait lui aussi réalisé deux exemplaires d'un prototype susceptible d'avoir inspiré Ferdinand Porsche. La Škoda 932 était équipée d'un 4 cylindres de 1 498 cm3 de 30 ch, refroidi par air monté sur un châssis poutre. Si la carrosserie avait des lignes conventionnelles pour l'époque malgré le moteur à l'arrière, la forme arrondie du coffre à l'avant correspond de manière frappante à celui de la Coccinelle plus tard, bien plus que ceux des prototypes Tatra. Il est donc possible que Porsche ait emprunté à différentes sources les lignes et les caractéristiques techniques de la KdF-Wagen.

### Succès populaire

#### L'Amérique
Si les premiers clients allemands sont enfin servis, la plus grande partie de la production est exportée massivement vers les États-Unis où son succès est phénoménal. En effet, en pleine période de Trente Glorieuses, synonyme de prospérité, une véritable société de consommation éclot. Les foyers américains ne se contentent plus d'une seule voiture. Les femmes, par ailleurs, deviennent de grandes consommatrices et désirent acquérir une automobile plus coquette et plus maniable, contrairement aux imposantes automobiles américaines de l'époque. La Coccinelle répond ainsi à ces nouvelles demandes et devient de plus, la première automobile étrangère à s'imposer sur le marché américain.
Néanmoins, dans les années 1970, à une époque où le dessin automobile italien atteint son apogée, le design de la Coccinelle apparaît obsolète. L'habitabilité, un défaut inhérent à sa forme, ne suffit plus, si bien que sa production est arrêtée en 1978 en Europe.
Le succès fut tel aux États-Unis, que la Volkswagen Coccinelle, dans une déclinaison spéciale dénommée Export, est exportée vers le Brésil et l'Afrique du Sud. Elle est également diffusée dans de nombreux pays d'Europe. Les marchés extérieurs représentent 41 % de la production en 1952. L'année suivante, la voiture est assemblée au Brésil. L'arrêt définitif de la production s'opère le 10 juillet 2019, le dernier modèle sort de l’usine de Puebla au Mexique.

#### Dénomination
Grâce à son succès populaire à travers le monde dans la deuxième moitié du XXe siècle, elle reçut de nombreux surnoms.
Avant-guerre, lors de sa conception, elle portait le nom de KdF-Wagen (Kraft durch Freude, soit « La Force par la Joie »). Après-guerre, on l'appelait tout simplement Volkswagen (« la voiture du peuple ») en Allemagne, puis Volkswagen Type 1 avec l'arrivée de nouveaux modèles chez la marque (le combi « Type 2 » par exemple).

#### Crise pétrolière
En 1956, le président égyptien Gamal Abdel Nasser nationalise le canal de Suez, alors lieu important d'échange de pétrole. Le monde fait alors face à la crise du canal de Suez, faisant vaciller les économies du monde et particulièrement l'industrie automobile. Les automobiles trop gourmandes en carburant sont très vite délaissées au profit de voitures plus économiques. Cette crise étant soudaine, les constructeurs américains mettront des années avant de développer des automobiles compactes et faibles consommatrices. Cependant, les voitures européennes répondent déjà à ces critères ; une est déjà connue aux États-Unis : la Volkswagen Coccinelle. La jeunesse américaine s'empare alors de cette automobile.

#### Médiatisation

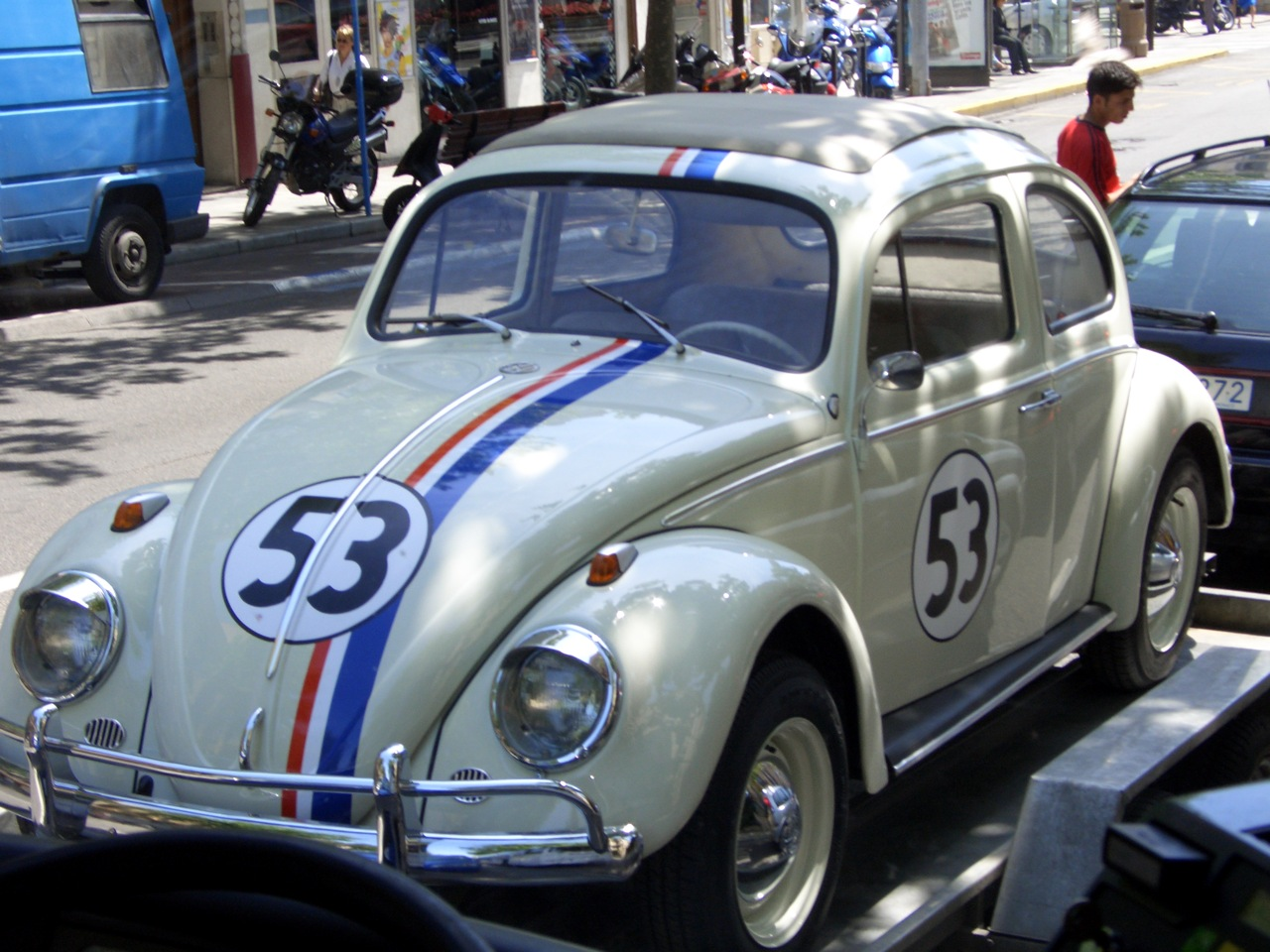
Choupette, la vedette des films de Walt Disney Pictures.

La Coccinelle est devenue un véritable succès commercial, en partie du fait de sa médiatisation. Elle est la vedette des studios Walt Disney Pictures dans toute une série de cinq films, que l'on nomme communément « La Coccinelle », débutée par Un amour de Coccinelle (1969 en France) avec Dean Jones. L'héroïne principale de ces films, dénommée Choupette, est une Coccinelle blanche de 1963 portant le numéro 53, douée de vie, et dont le spectateur suit les aventures de par le monde, notamment en compétition automobile. Les films sont un extraordinaire succès.
La Volkswagen fait par ailleurs d'autres nombreuses apparitions au cinéma et à la télévision, comme dans The Arrival ou encore dans la série animée Transformers où Bumblebee se transforme en Coccinelle jaune. Super Bug mettant en scène les aventures de deux cascadeurs et leur Coccinelle jaune truffée de gadgets en tous genres est une série télévisée allemande en douze épisodes.
La Beetle est également l'une des voitures les plus couramment reproduites en modèle réduit. Hot Wheels et Matchbox ont produit de nombreuses petites automobiles Coccinelle. La plupart des fabricants de voitures miniatures ont inclus une Coccinelle dans leurs lignes à un moment ou à un autre.

#### Le rallye Monte-Carlo
La Coccinelle a obtenu ses meilleurs résultats en 1964 lors de sa première apparition, avec une victoire de classe 2 de Wallrabenstein et Herborn (Pauli Toivonen et Berndt Jansson terminant respectivement 10e et 14e sur VW 1500S en partant d'Oslo). L'année du premier film de la licence Disney (1968), les Beetles réapparaissent justement après deux abandons de VW 1500S en 1965, toujours avec deux équipages : l'un casse (les norvégiens Knut Moberg et Thor Sundene, sur 1500) mais l'autre termine à la 57e place, avec les néerlandais Ben Pon et Jooks Klein sur 1600, engagés sous le numéro de course 120, le fameux no 53 étant réservé à la Fiat 125 des Autrichiens Myrteza Dani et Gerd Blasl (abandon). En 1977 (Herbie Goes to Monte Carlo) il n'y a plus de Coccinelle au Monte-Carlo depuis 9 ans déjà, mais uniquement des VW Golf.

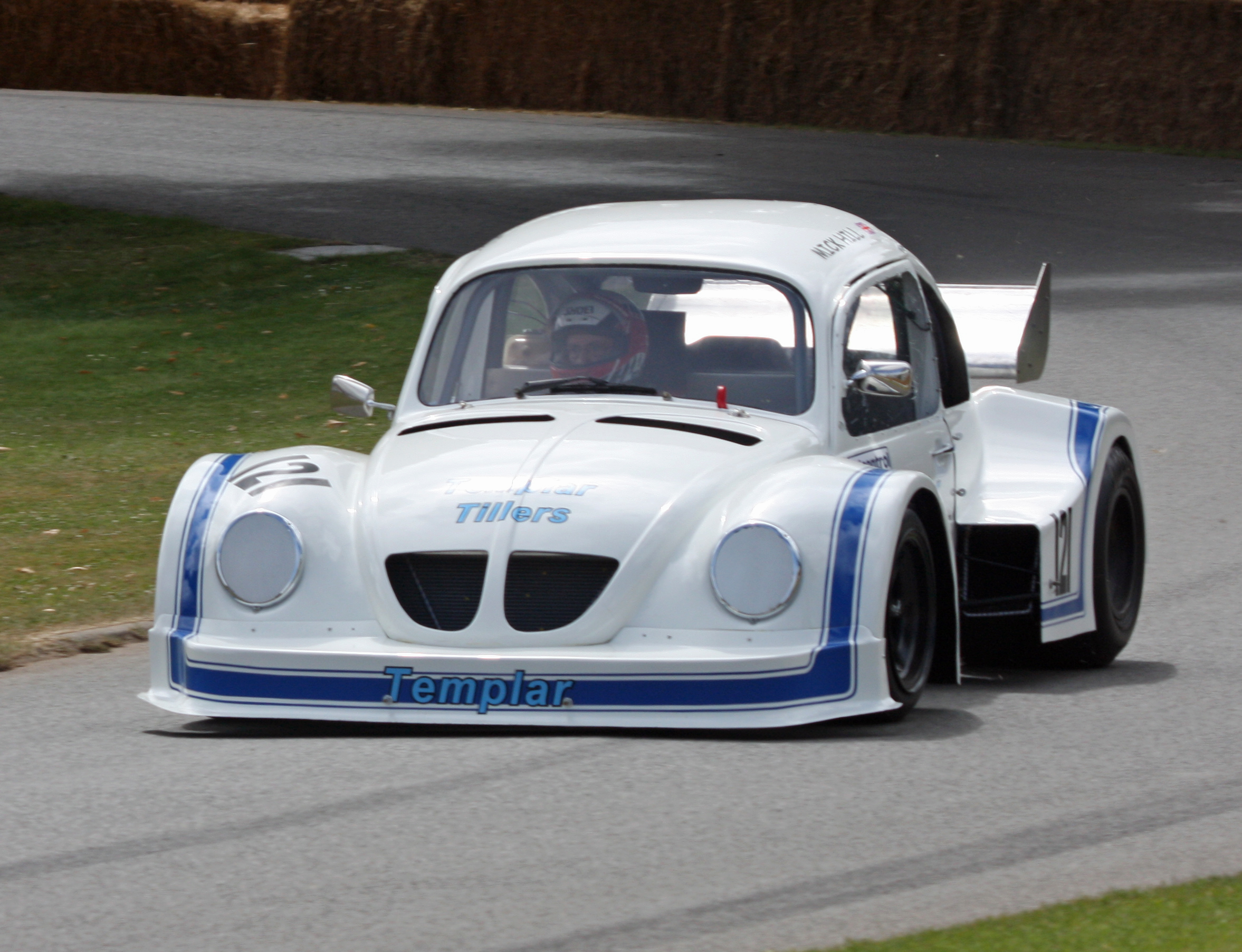
Sur circuit (Beetle Chevrolet 1976)...

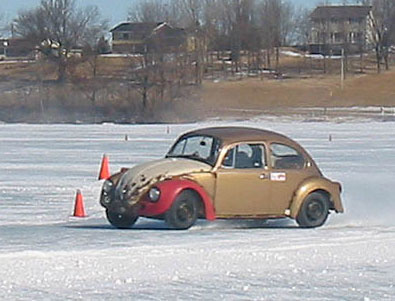
... sur glace (lac du Wisconsin)...

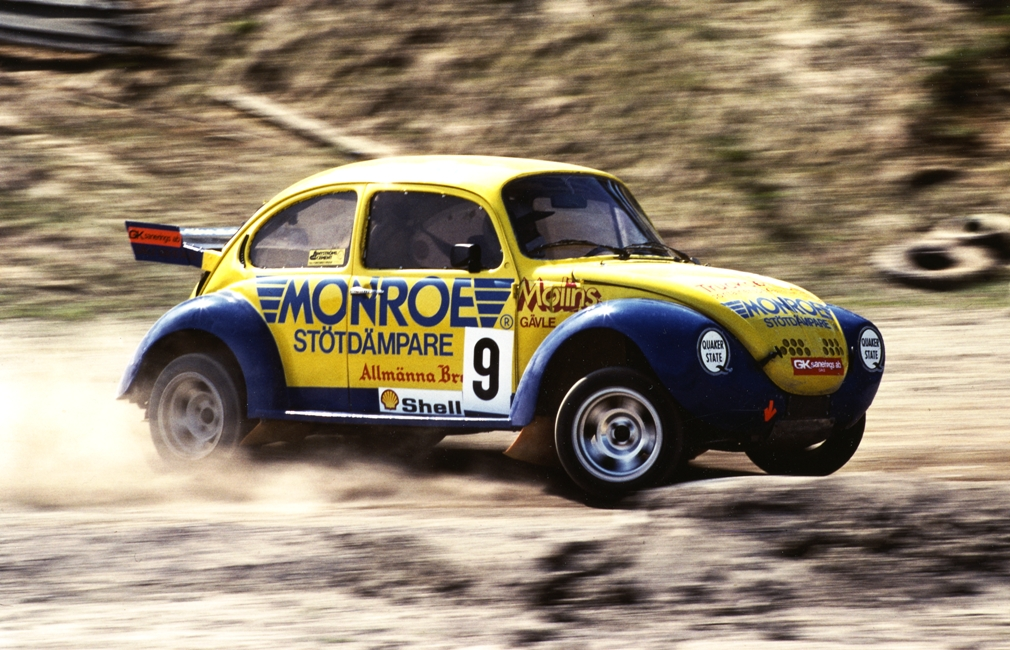
... comme dans la boue (championnat d'Europe de rallycross 1985 avec Mikael Nordström sur VW 1303S Turbo 4x4 500CV).

#### Victoires en rallyes (1951 - 1973)
de la 1100
- Rallye Alger-Le Cap : classe <1,1 L. en 1951 pour Mme d'Ieteran[35];

de la 1200
- Rallye Safari : classe A en 1953 pour Alan M. Dix (avec Johnny W. Larsen, 1re édition), classement général en 1954 pour Vic Preston Sr (avec D P Marwaha) et en 1962 pour Tommy Fjastad (avec Bernhard Schmider), classe en 1960 pour Joginder Singh (9e) ;
- Tour d'Australie (en) (épreuve de régularité) : 1955 (Laurie Whitehead), 1956 (Eddie Perkins), 1957 à deux reprises (Jack Witter puis de nouveau Laurie Whitehead), et 1958 (Eddie Perkins de nouveau) ;
- Rallye Hankib: en 1955 pour Heikki Puustinen ;
- Rallye de Suède (Soleil de Minuit) : en 1956 pour Harry Bengtsson (avec Åke Righard) ;
  - 1957 : 2e du rallye des 1000 lacs Bengtsson et Righard ;
  - 1959 : 3e du rallye des 1000 lacs encore Bengtsson et Righard ;
- Championnat d'Angleterre des rallyes : 1960 pour Bill Bengry et D.Skeffington ;

de la 1300
- Tour d'Amérique du Sud : classe A en 1978 pour les brésiliens Christiano Nayaagard et Neri Reolón ;

de la 1500(S)
- Championnat d'Angleterre des rallyes : 1961 encore pour Bill Bengry (et toujours D.Skeffington) ;
- Rallye Croix du Sud : en 1967 pour Barry Ferguson et Dave Johnson ; 
  - 1963 : 2e du rallye de Grande-Bretagne Harry Källström ;
  - 1965 : 3e du rallye des 1000 lacs Pauli Toivonen et Kalevi Leivo ;
  - 1965 : 3e du rallye de Suède Björn Waldegaard ;

de la 1600
- Rallye Arctique : victoires finlandaises en 1966 (Kari Sohlberg, 1re édition), 1967 (Raimo Kossila) et 1968 (Hans Laine) ;
- Rallye de Grande-Bretagne : victoire de classe en 1966 pour Sten Lundin (8e) ;

de la 1302S
- Rallye de Cristal : 1971 pour DrGeorg Fischer et Hans Richter ;
- Championnat d'Autriche des rallyes : 1972 (Günther Janger) et 1973 (Dr Georg Fischer) ;
- Coupe Martha (Autriche) : 1972 (Günther Janger) ;
- Coupe d'hiver internationale Rex : 1972 (Dr Georg Fischer) ;
- Rallye Jänner : 1973 Achim Warmbold (avec John Davenport pour copilote) et 1978 Beppo Sulc (associé à Fritz Weixelbraun) ;
- Rallye Seiberer : 1973 pour Franz Wittmann et Helmut Berger ;
- Rallye dell'Isola d'Elba : 1973 (Italie, Achim Warmbold avec Gunnar Häggbom pour copilote).

(voiture alors TS -Tourisme Spécial- du Groupe 2, autre pilote notable l'autrichien Dr Gernot Fischer de 1970 à 1972, avec le team Salzburg; Björn Waldegård lui-même effectua ses débuts sur une 1200 puis une 1600 entre 1962 et 1966, terminant 6e du rallye de Suède 1973 sur une 1302S en WRC et remportant la classe 2)

Victoires en rallycross
- Championnat d'Europe de rallycross : l'autrichien Franz Wurz en 1974 lors de la deuxième édition (1302S 2,4 L), et le hollandais Kees Teurlings en 1975 (1303S 3 L à moteur de Porsche Carrera).

(nb : en France Jacques Aïta remporta dans sa catégorie plusieurs manches du championnat de France de rallycross durant les années 1970-80).

## Technique

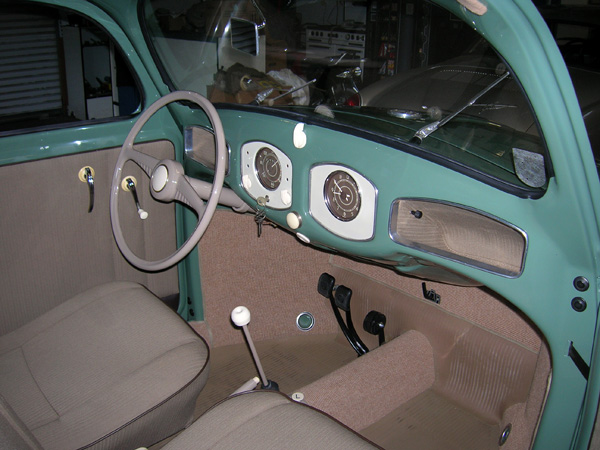
Intérieur d'une Coccinelle de 1949.

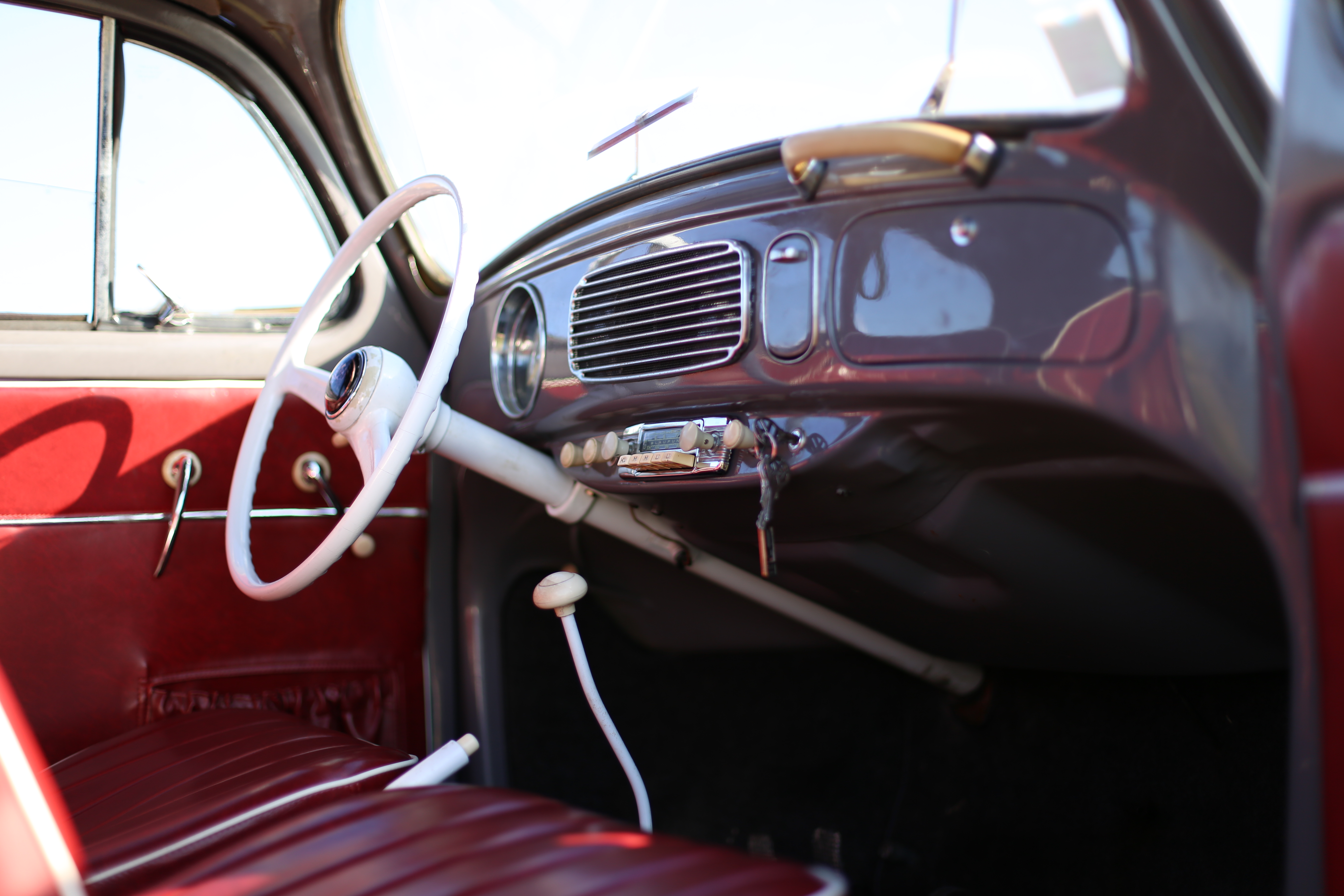
Intérieur d'une Coccinelle de 1957.

Sa conception, passée au fil du temps d'avant-gardiste à obsolète, conjuguée à l'austérité de sa présentation ne sera jamais un handicap. Au contraire, elle rassure et sa fidélité inspire la sympathie. Innovatrice et ingénieuse lors de sa conception, la Coccinelle affiche pourtant bien des aspects dépassés au temps de son âge d'or : un quatre cylindres anémique, bruyant et gourmand, une boîte longtemps dépourvue de synchros, une suspension tressautante, un comportement souvent flou. Heinrich Nordhoff déclare même : « Je vois bien que la Coccinelle est adorée du public, mais je ne comprends vraiment pas pourquoi ! ». 
 
 Si le refroidissement par air du moteur simplifie les opérations d'entretien et garantit un fonctionnement régulier de la mécanique, il a pour conséquence un habitacle bruyant en raison de la turbine. Quant à la position du moteur en porte-à-faux arrière, qui évite le recours à des organes de transmission longs ou de joints complexes (joints homocinétiques pour une traction), elle est la cause d'une tenue de route aléatoire, même si elle lui procure une très bonne motricité. Le réservoir d'essence est disposé à l'avant. 

Le système de chauffage se compose de deux boîtes situées de part et d’autre des sorties d’échappement du véhicule. L’air chaud est transféré par l’intermédiaire de deux tubes flexibles vers les trappes d’aération situées au sol et au niveau du pare-brise pour le désembuage. L’inconvénient majeur de ce système est qu’il occasionne une importante dégradation des longerons[non neutre],,.

## Versions
À partir du modèle de l'après-guerre, motorisé par un 1 131 cm3 développant 25 ch, la Coccinelle évolue principalement par des augmentations régulières de cylindrée. Le moteur cube 1 192 cm3 pour 30 ch à partir de 1954, puis passe à 34 ch en 1960, à 1 285 cm3 et 40 ch en 1965, 1 493 cm3 et 44 ch en 1966, et enfin 1 584 cm3 et 50 ch en 1972.

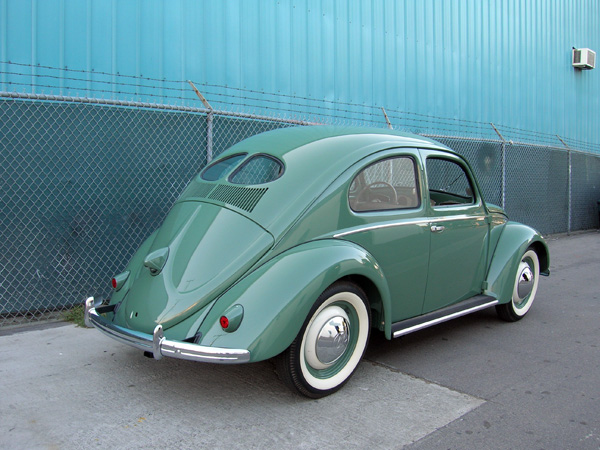
VW Coccinelle Bretzel de 1949.
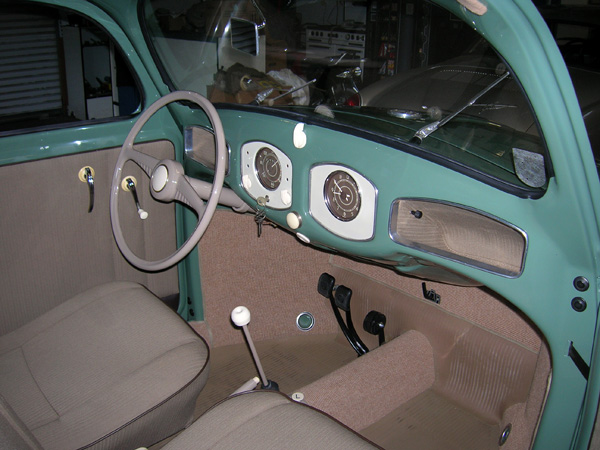
Intérieur d'une Coccinelle de 1949.
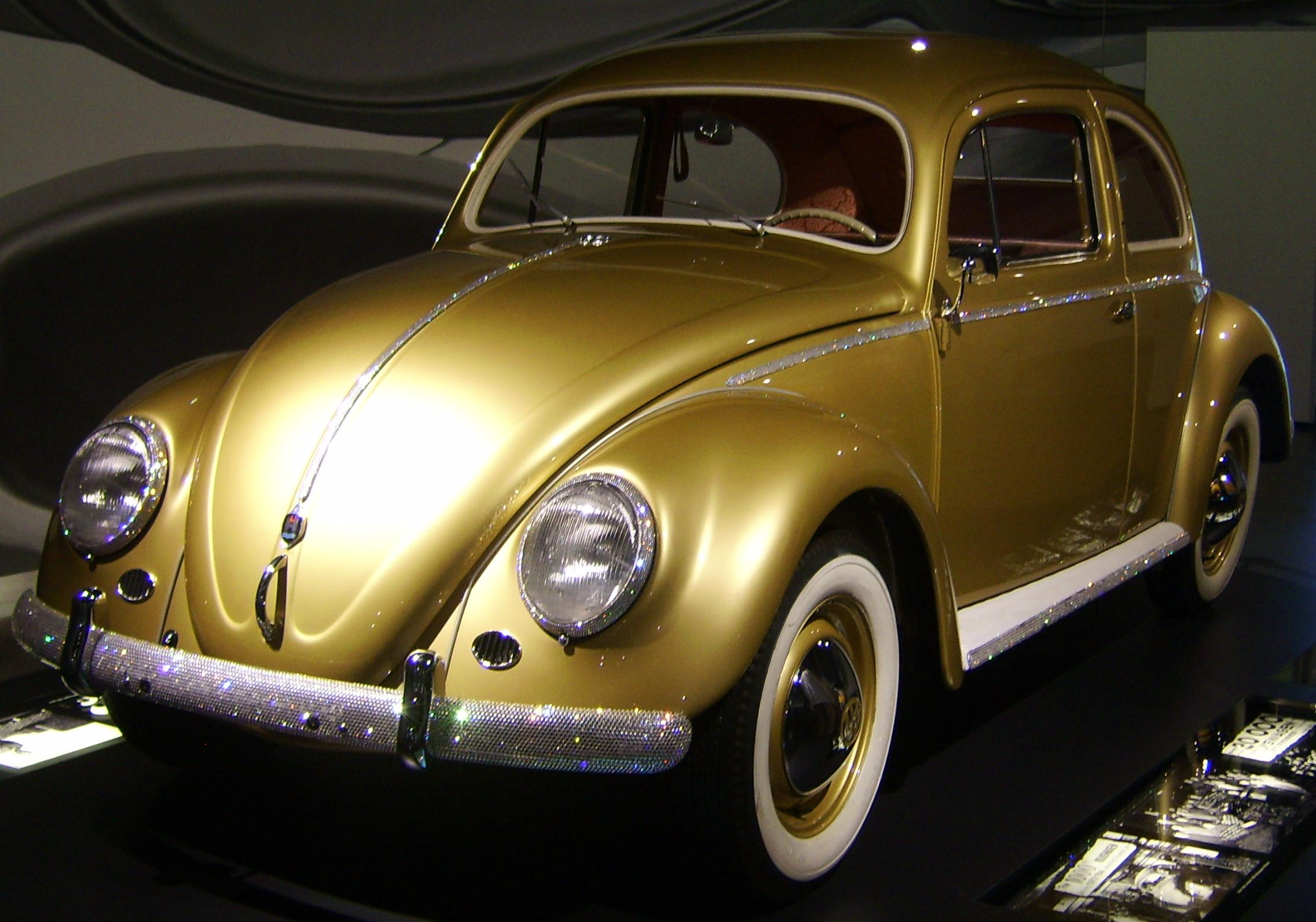
1000000ème Coccinelle de 1955.
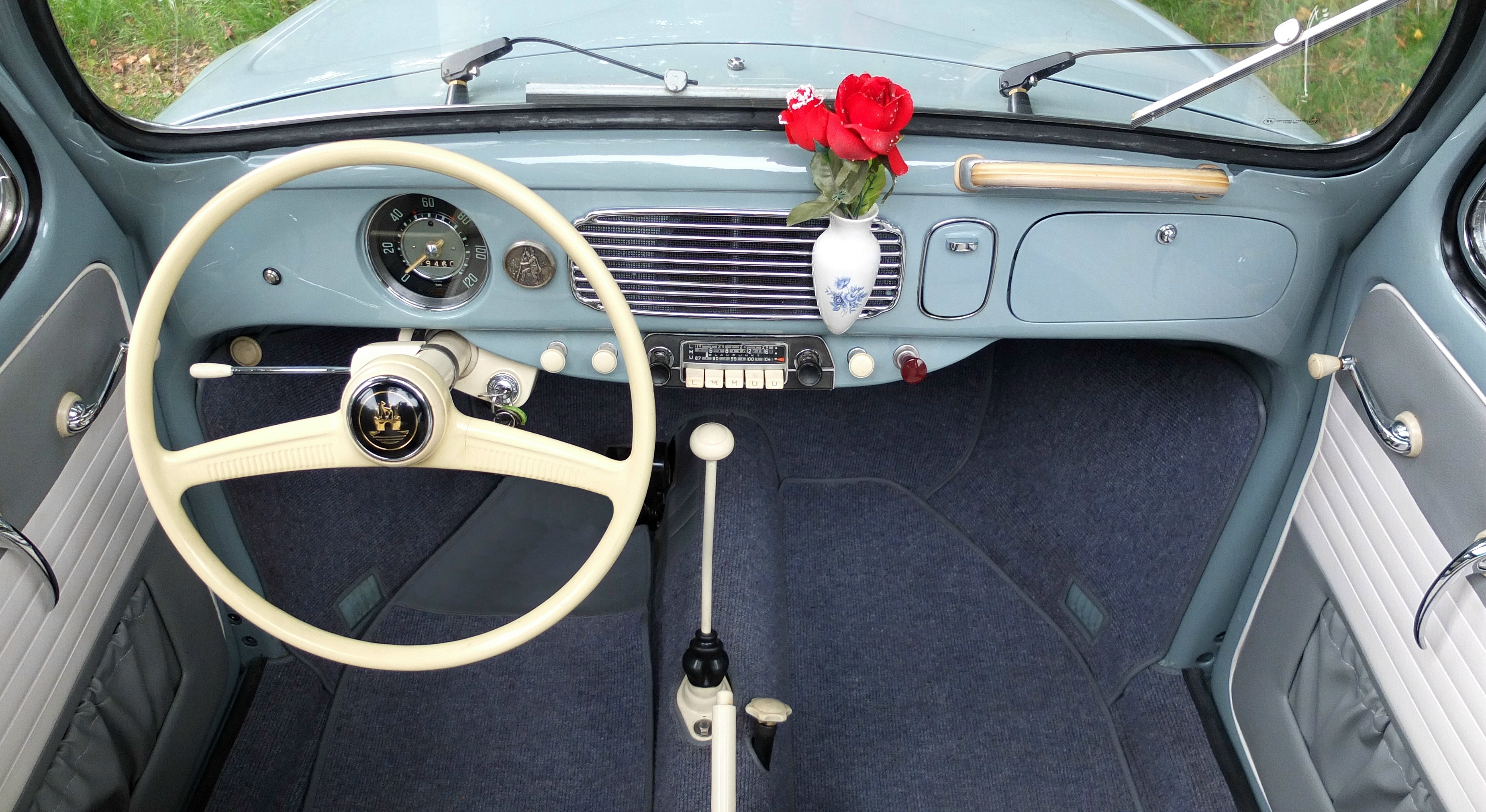
Intérieur d'une Coccinelle de 1957.
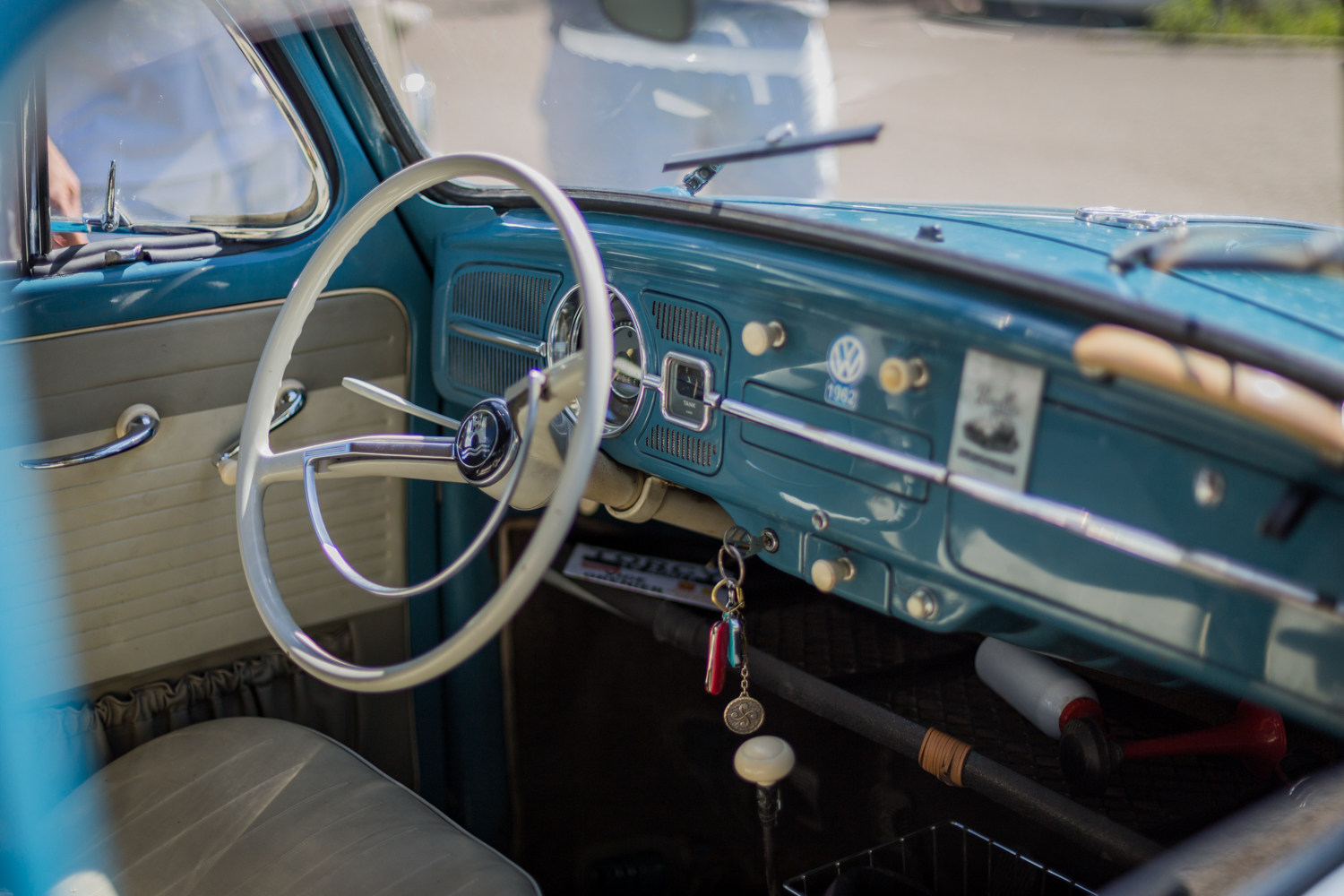
Intérieur d'une Coccinelle de 1962.
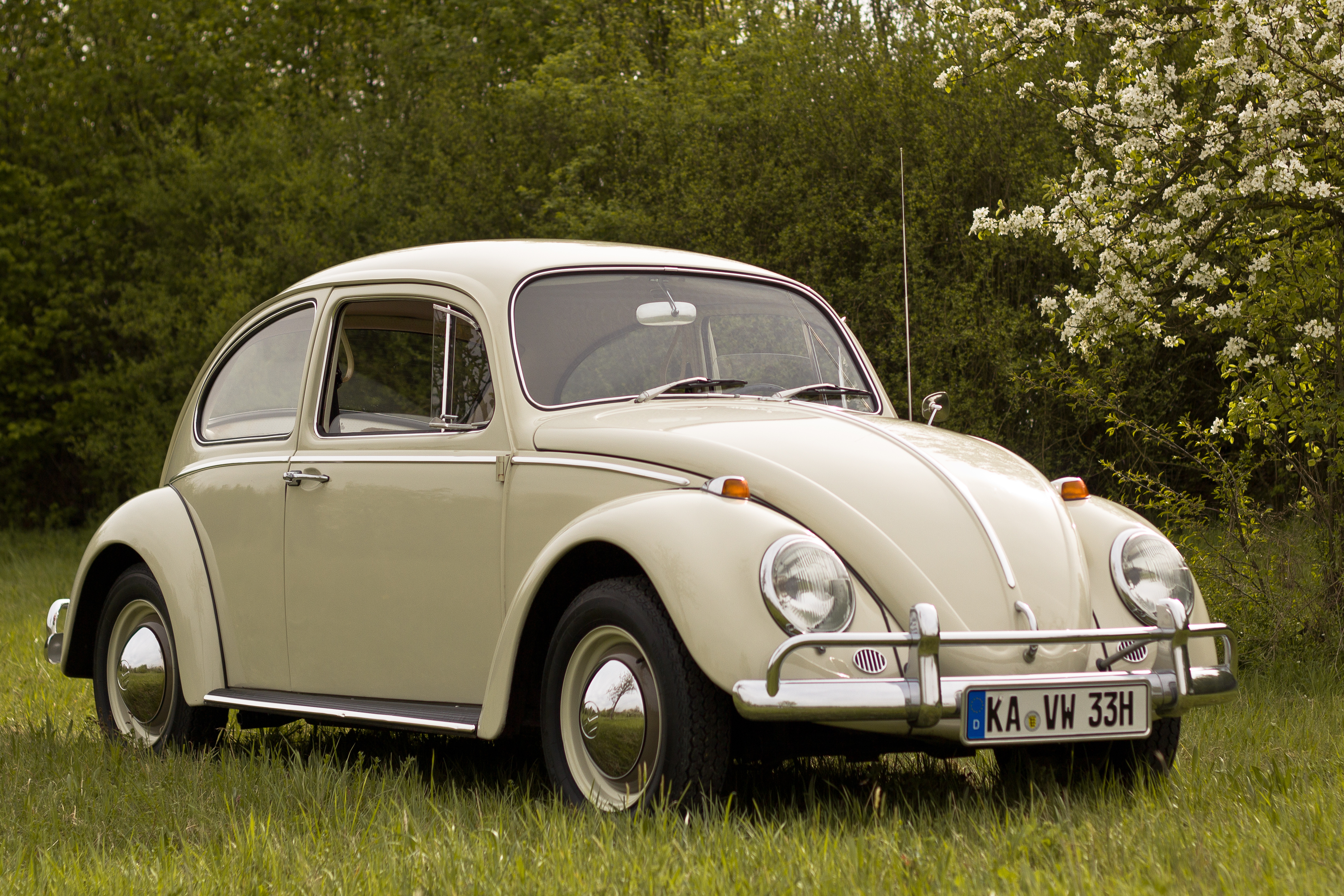
VW Coccinelle de 1966.
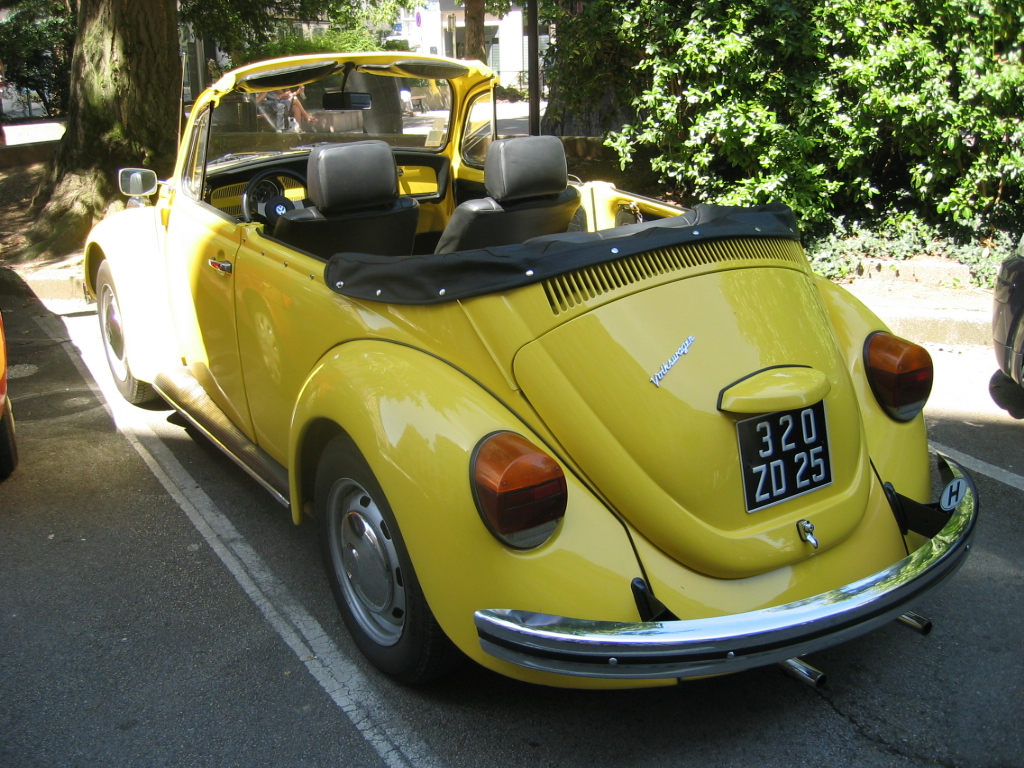
Une berline artisanalement transformée en cabriolet.
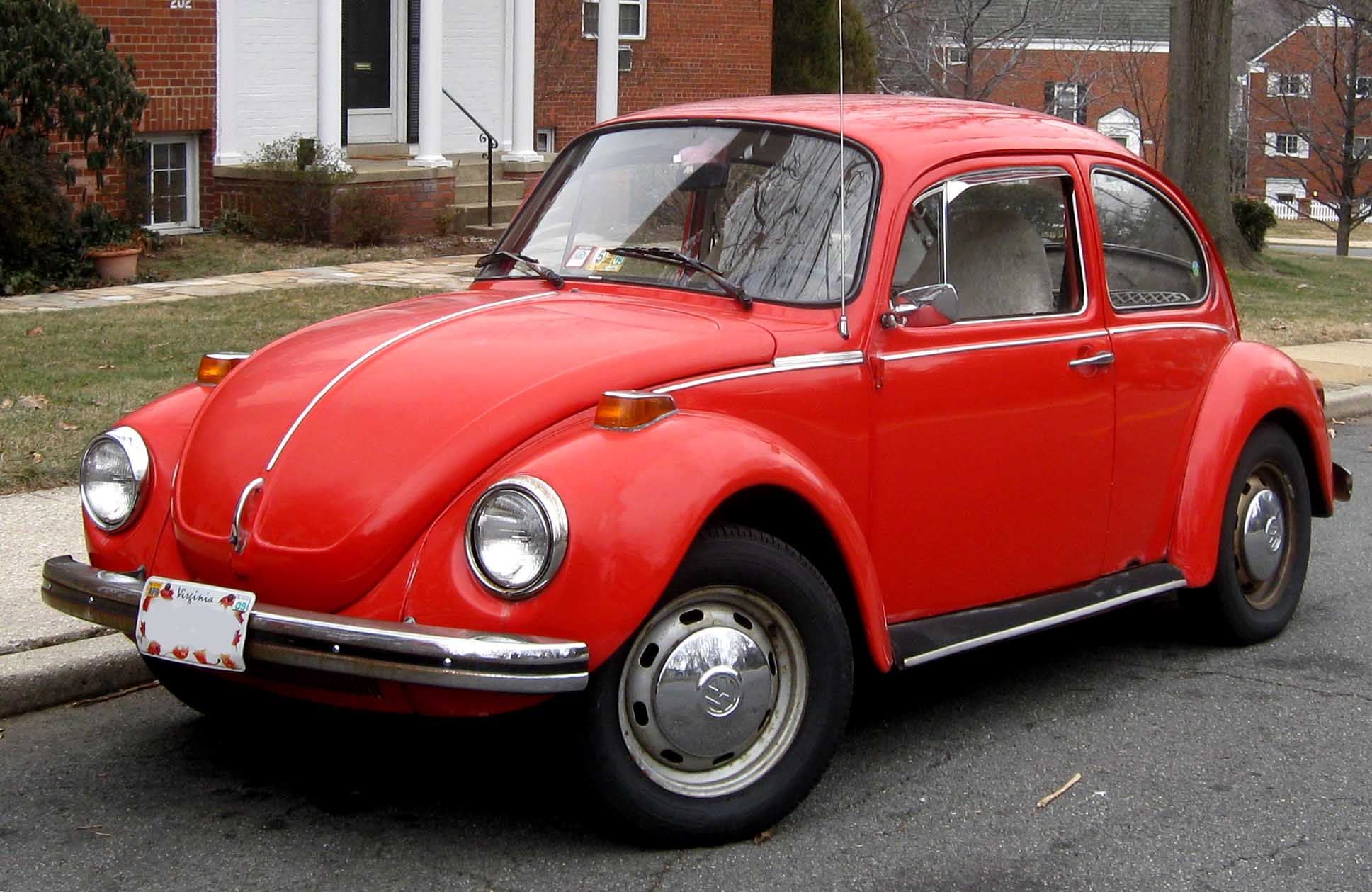
Volkswagen Coccinelle 1973 (version US).
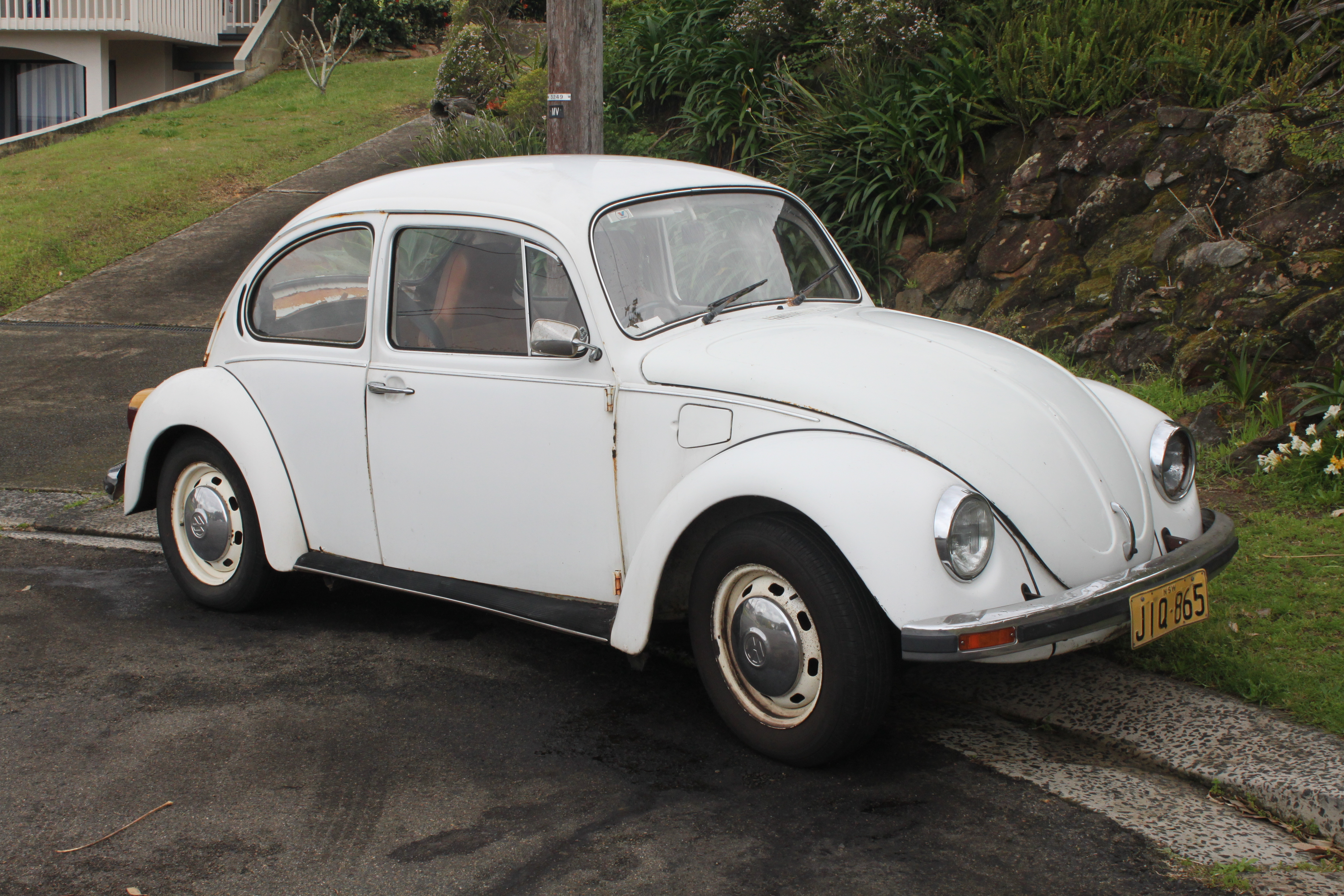
Volkswagen Coccinelle 1600 de 1976.
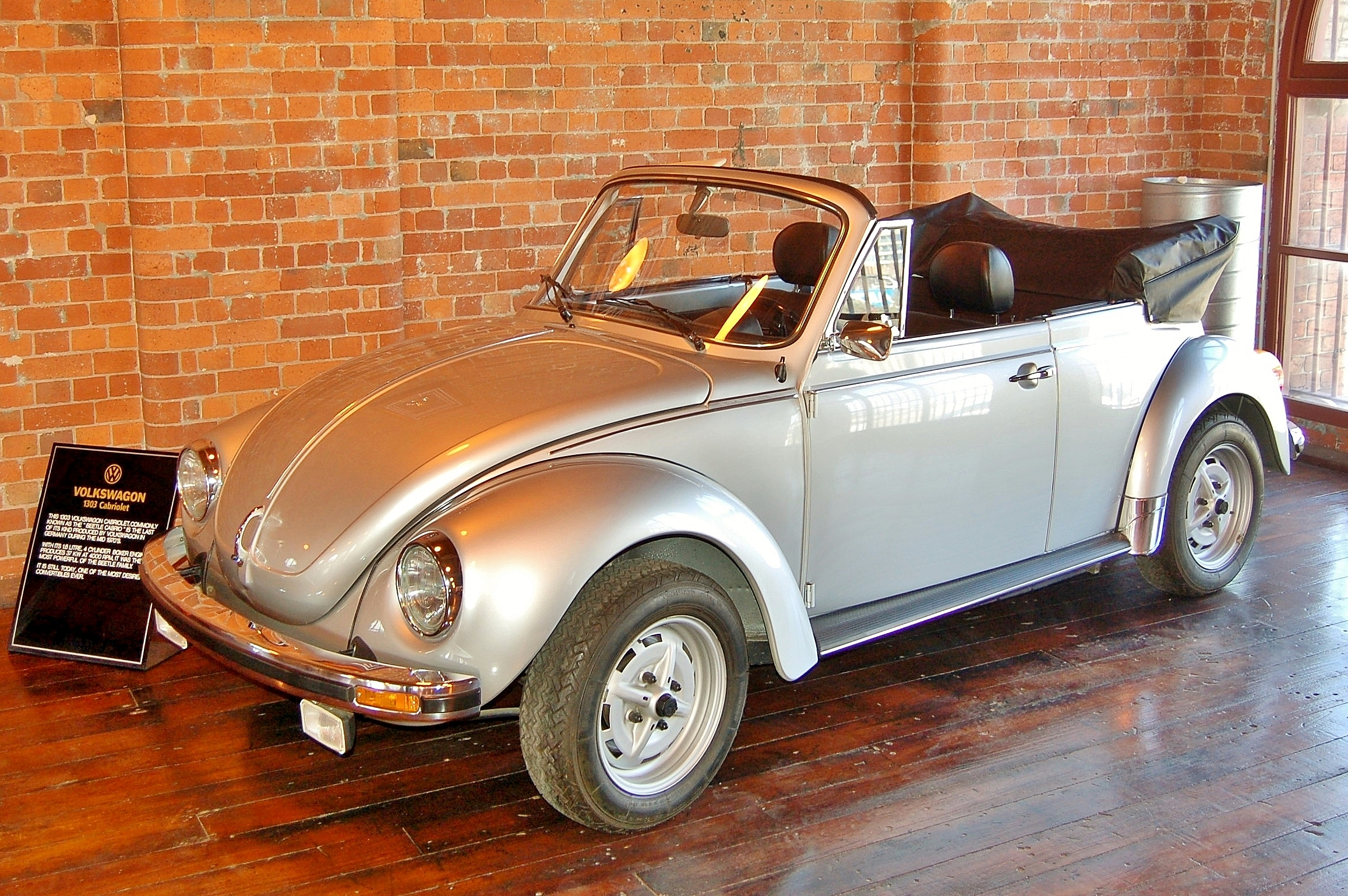
Une Coccinelle 1303 Cabriolet Karmann de 1976.
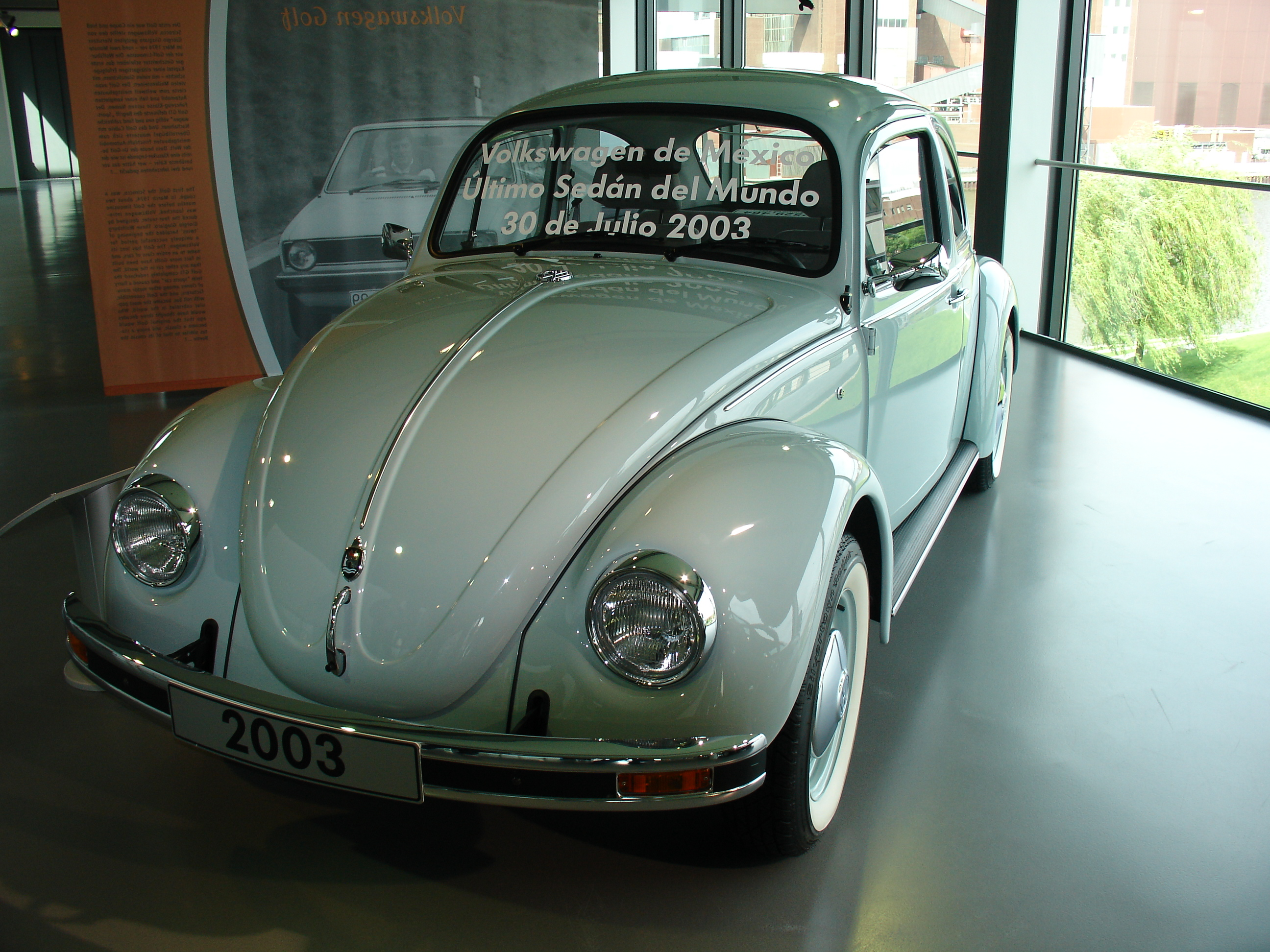
Volkswagen Coccinelle ultime de 2003.

Du point de vue esthétique, des remodelages successifs tenteront de moderniser la ligne en lui donnant des volumes, tout en sauvegardant le look.
La millionième Coccinelle sort des usines de Wolfsburg le 5 août 1955 à 14 h 10. 1 200 admirateurs sont présents pour cet événement. La Coccinelle est pour l’occasion habillée d’une couleur or métallisée. Elle parcourt 5 000 km à travers l’Allemagne avant d’être définitivement entreposée au musée de la firme à Wolfsburg.
En 1998, Volkswagen décide de « ressusciter » le mythe en présentant une version totalement refondue au goût du jour, sobrement dénommée Volkswagen New Beetle.

### Reconnaître un millésime
Pour déterminer l'année d'une Coccinelle, il suffit de jeter un coup d’œil sur certains détails :
- glace arrière : les modèles d'avant 1953 possèdent une glace arrière en deux parties, dite « Bretzel » en allemand. Les modèles de 1953 à 1958 possèdent une glace arrière ovale, qui devint enfin rectangulaire sur les modèles suivants.
- pare-chocs : les modèles américains possèdent un arceau supplémentaire au dessus des pare-chocs avant et arrière, arceaux qui n'existent pas sur les modèles vendus en Europe. Après 1968, la Coccinelle adopte à l'avant et à l'arrière des pare-chocs carrés avec une bande de caoutchouc au milieu.
- feu arrière[39] : 1949, feu rouge circulaire. 1958, feu rouge ovale. 1961, feu bicolore, rouge en bas, orange clignotant en haut. 1968, feu tricolore : feu de recul blanc en bas, feu rouge au milieu et clignotant orange en haut. 1972, feu arrière tricolore beaucoup plus gros.
- aérations : à partir de 1974, les deux petites grilles ovales de klaxon, situées entre les phares et le pare-chocs ne sont plus visibles[40].
- pare-brise avant : la Coccinelle 1303 est facile à identifier, car c'est la seule version qui reçut un pare-brise bombé et non plat.

Années de production par modèle  :
- Coccinelle (split window) coach Standard : 1945-1953
- Coccinelle (split window) coach Export : 1949-1953
- Coccinelle (ovale) coach Standard : 1953-1957
- Coccinelle (ovale) coach Export : 1953-1957
- Coccinelle 1200 coach Standard : 1957-1962
- Coccinelle 1200 coach Export : 1957-1965
- Coccinelle 1200 coach : 1967-1972
- Coccinelle 1200 Jeans coach :1973-1974
- Coccinelle 1200 L coach :1973-1979
- Coccinelle 1300 coach : 1966-1976
- Coccinelle 1500 coach : 1967-1970
- Coccinelle 1300 S coach (1600) : 1971-1973
- Coccinelle 1302 coach : 1971-1972
- Coccinelle 1302 S / LS coach (1600) : 1971-1972
- Coccinelle 1303 coach : 1973-1975
- Coccinelle 1303 S / LS coach (1600) : 1973-1975
- Coccinelle 1303 (S) Big coach : 1974
- Coccinelle 1600 coach (Mexico) : 1979-1985

### Cabriolet

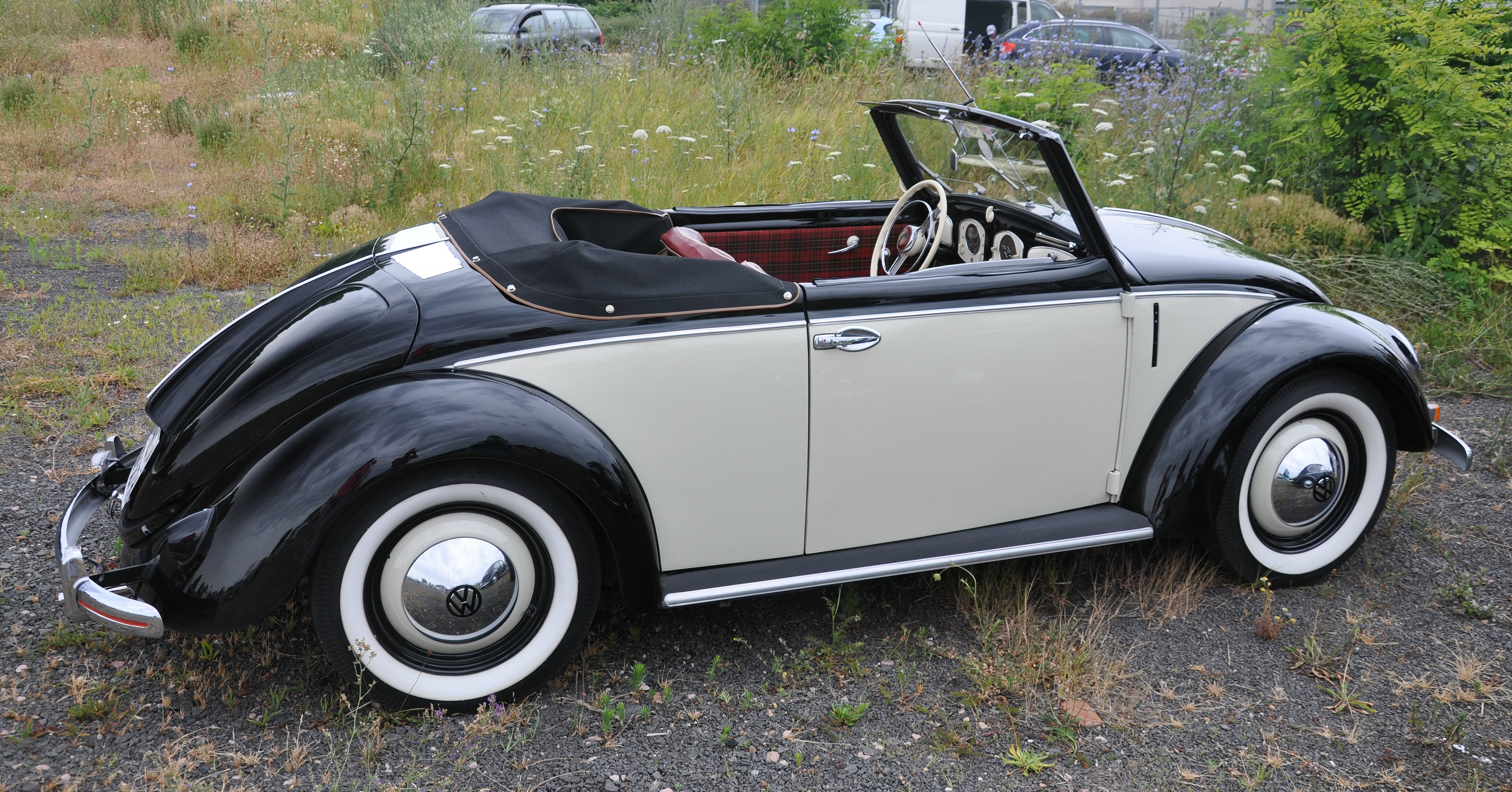
Cabriolet Hebmueller.

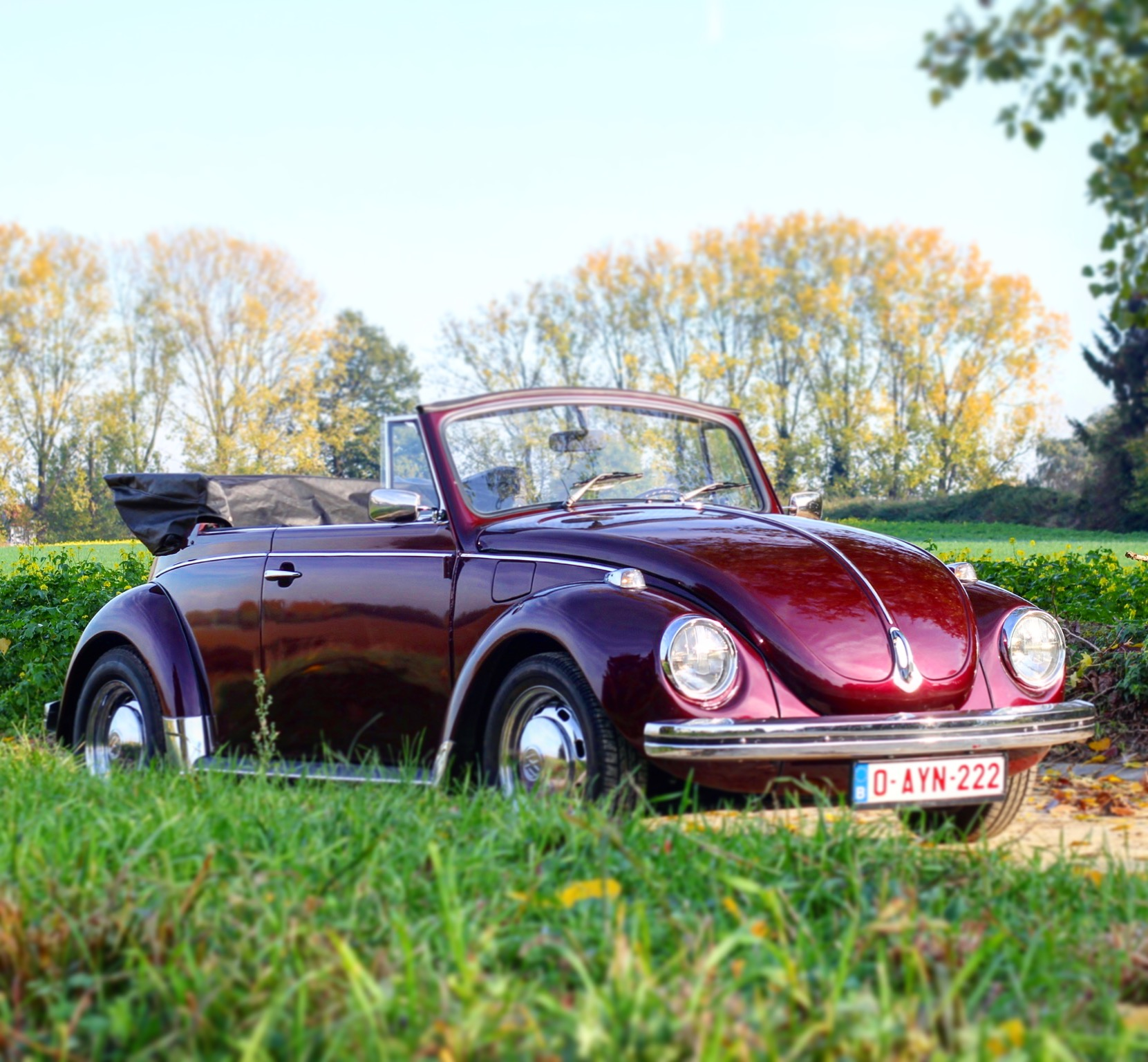
Volkswagen 1302 S (1600cc) - Karmann, datant de 1972.

Le cabriolet Coccinelle est apparu dès 1949, carrossé par Hebmüller (deux places) et Karmann (quatre places). Le succès de ce dernier sera considérable et il sera produit jusqu'en 1980.
La production du cabriolet deux places fut arrêtée par l'incendie des ateliers dans lesquels il était produit, seuls 696 unités sortiront des chaines de production jusqu'à cet incident en 1950.
Un modèle de cabriolet quatre-places, le Type 18A, doté de portes en toile, sera développé par Hebmüller spécialement pour la police allemande.

### Utilitaire
Autre dérivé équipé des éléments mécaniques de la Coccinelle, le premier utilitaire Volkswagen sort en 1950. C'est le célèbre Combi, un véhicule de légende qui s'illustrera sur tous les chemins d'aventure, particulièrement pour la génération hippie lors des décennies suivantes. Cinq ans plus tard est présenté le coupé Karmann Ghia, dessiné par Ghia et fabriqué chez Karmann. Il sera suivi en 1957 de la version cabriolet.

### Dérivés basés sur la mécanique VW
Même s'il est gourmand et bruyant, le moteur quatre-cylindres à plat de la VW est robuste, avec un service de pièces détachées omniprésent dans le monde entier. Son refroidissement par air le rend précieux dans les climats extrêmes où les systèmes de refroidissement à eau, plus performants, sont fragilisés. Il n'en faut pas plus pour que des applications exotiques, pas du tout prévues à l'origine, aient vu le jour.

#### Aviation
Les avions légers Fournier RF3, RF4 et RF5 entre autres, sont équipés d'un moteur de VW adapté à cet usage : son architecture à plat est voisine des moteurs américains Continental ou Lycoming utilisé par les avionneurs Cessna et Piper Cub, elle est favorable au refroidissement et à la diminution de la traînée.

#### Automobile

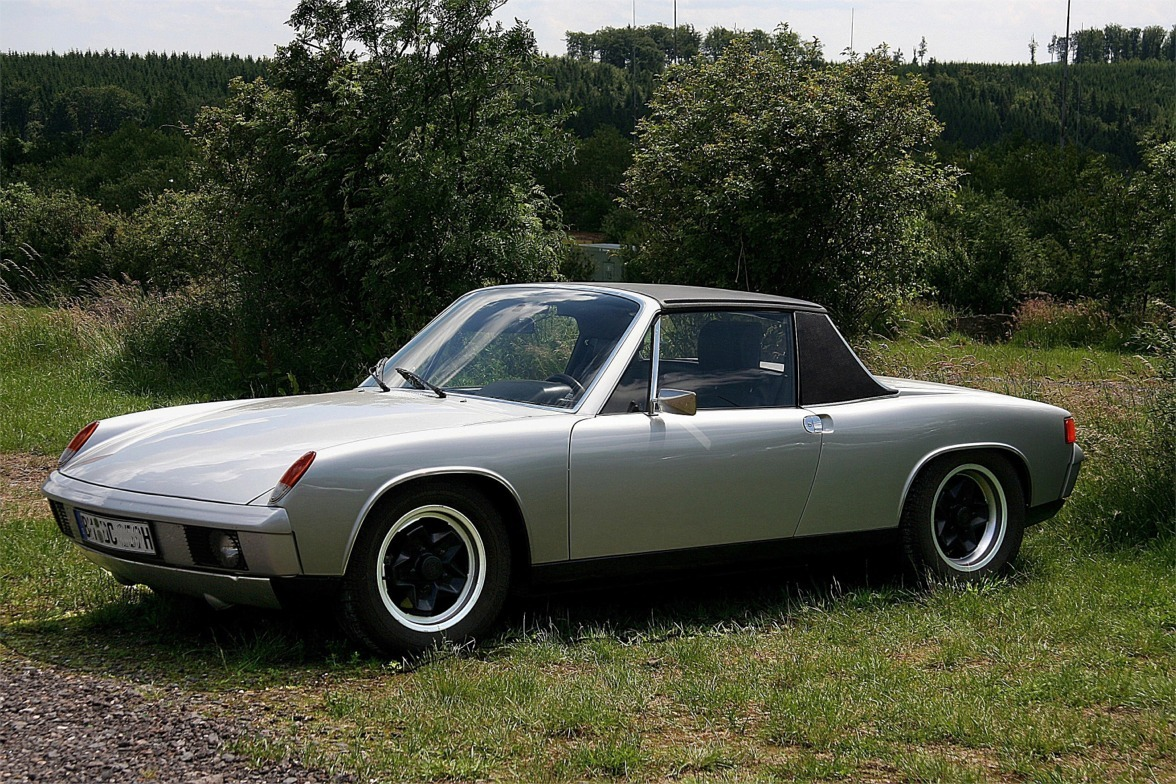
VW-Porsche 914

Les premières Porsche, jusqu'à la 356 sont des dérivés toujours plus sophistiqués et performants de la Coccinelle VW, mais la mécanique est revue (distribution, radiateur d'huile) et largement « gonflée ». La tardive Porsche VW 914 (elle porte les deux badges constructeurs) est aussi propulsée par le 4 cylindres VW, réalésé à 1 700 cm3 et placé en position centrale dans sa version d'entrée de gamme.
Par la suite, la firme de Stuttgart produira un six-cylindres, beaucoup plus puissant mais l'architecture à plat à pistons opposés (dite « Boxer ») sera conservée.

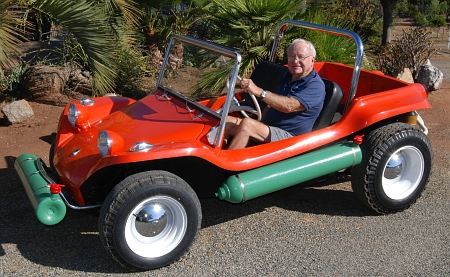
Buggy Meyers Manx

Les voitures récréatives de plage de type Buggy, initiées par le Meyers Manx, aux États-Unis, sont majoritairement des dérivés de la Coccinelle VW (moteur-boîte, mais aussi trains roulants et soubassement raccourci).

#### Motocyclisme

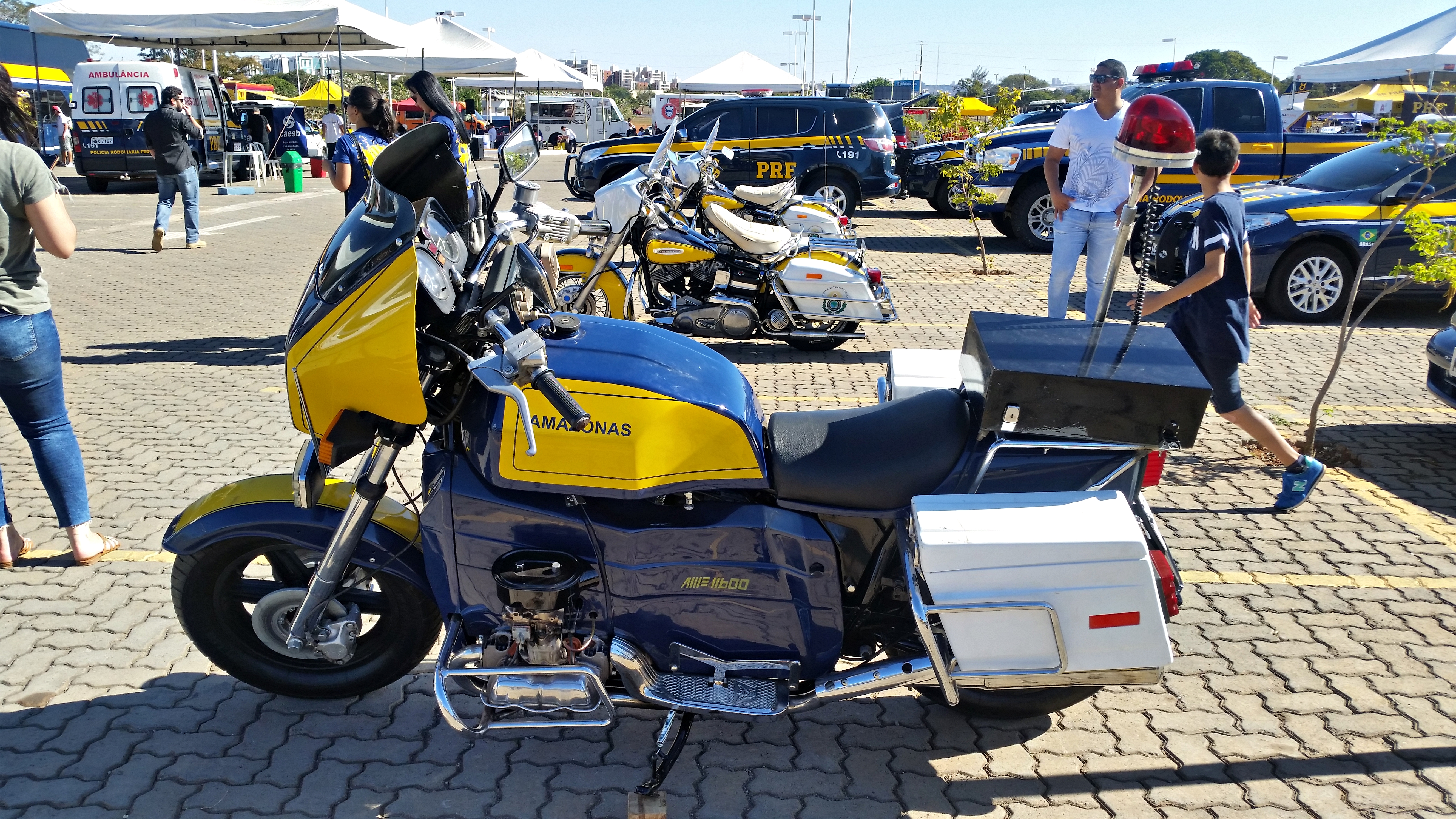
Amazonas 1600

Les moteurs refroidis par air ont longtemps été la règle en matière motocycliste, de nombreux constructeurs artisans ont donc tenté d'adapter à la moto des moteurs automobiles refroidis par air, comme le Panhard « Tigre » de 850 cm3 ou le 4-cylindres à plat de la Citroën GS (sur la moto BFG) en France, par exemple. Le quatre-cylindres de la Coccinelle, très répandu en Amérique latine (usines au Mexique et au Brésil), a donc lui aussi été à l'origine d'une tentative de créer une grosse moto pour le marché de la police et de l'administration : dénommée « Amazonas 1600 » cette moto s'est avérée peu performante, lourde et difficilement maniable.

## Culture populaire

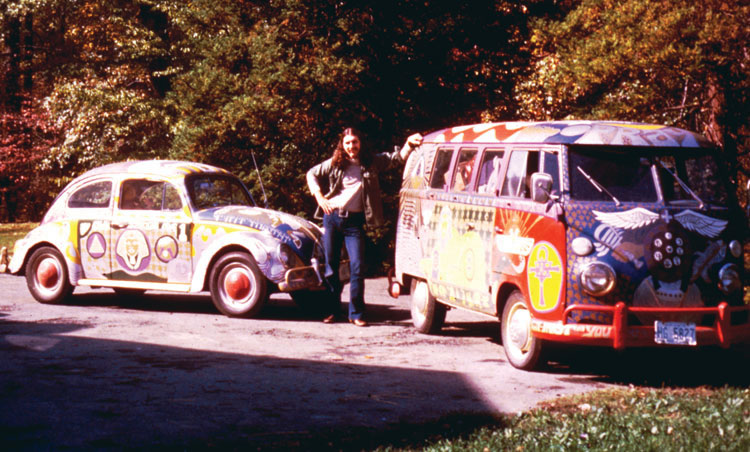
Volkswagen Coccinelle et T1 en route pour le festival de musique de Woodstock en 1969.

En 1968, les studios Walt Disney ont sorti un film dont le personnage principal est une Coccinelle particulièrement performante : Un amour de Coccinelle (voir plus haut). Ce film a connu cinq suites, la dernière sortie en 2005.
La Volkswagen Beetle 1968, modèle 1500 de couleur blanc lotus, photographiée à Londres le 8 août 1969 et qui se trouve à gauche sur la pochette du disque Abbey Road du groupe britannique The Beatles est aujourd'hui exposée au Stiftung AutoMuseum (de) à Wolfsburg en Allemagne.
Dans la série Transformers de 1984, un Transformer nommé Bumblebee se transforme en une Coccinelle de 1973.
Dans la série de films Cars, les lucioles bleues sont des Coccinelles qui ont la particularité de voler et de posséder des antennes.
Une Coccinelle grise est visible sur la pochette de l'album Autobahn de Kraftwerk, sur la voie de droite .